# Ford Escort
Pour les articles homonymes, voir Escort.
 (avril 2023).
Le contenu est difficilement compréhensible vu les erreurs de traduction, qui sont peut-être dues à l'utilisation d'un logiciel de traduction automatique.
 (avril 2023).
Si vous disposez d'ouvrages ou d'articles de référence ou si vous connaissez des sites web de qualité traitant du thème abordé ici, merci de compléter l'article en donnant les références utiles à sa vérifiabilité et en les liant à la section « Notes et références ».
La Ford Escort est une gamme de petites voitures du constructeur automobile américain Ford. La première automobile à porter le nom Escort est la version économique de la Ford Squire produite de 1955 à 1961 par Ford Britain, la filiale britannique du groupe américain.
Le nom "Escort" est repris en 1967 par Ford Europe GmbH, la filiale européenne du groupe américain, issue de la fusion des filiales allemande, britannique et irlandaise, pour un modèle lancé en Irlande en fin d'année 1967, présenté officiellement au salon de l'automobile de Bruxelles en janvier 1968. Elle a remplacé la Ford Anglia. Le modèle est produit dans plusieurs usines du groupe Ford en Europe mais également en Argentine, au Brésil, en Australie et en Nouvelle-Zélande mais aussi assemblé en CKD par de petits constructeurs.
Afin de promouvoir son nouveau modèle, Ford engage l'Escort en compétition en la confiant notamment à Roger Clark qui remporte la course sur le Circuit d'Irlande en 1968. Ses succès en rallye se poursuivent et Ford remporte avec la "mark one" (Mk1) le championnat d'Europe des rallyes en 1968, 1969 et le marathon Wembley-Mexico 1970.
En décembre 1974, Ford Europe présente la deuxième génération de la Ford Escort, développée en Allemagne. La voiture conserve la base mécanique des anciennes générations, seule la carrosserie bénéficie de quelques retouches.
L'arrivée de la "Mk II" confirme le potentiel sportif du modèle, championne du monde des rallyes 1979 et permet à Björn Waldegård de remporter le premier titre de champion du monde des rallyes pilote, puis en 1981 à Ari Vatanen de remporter lui aussi le Championnat du Monde des Pilotes.
En 1980, la Ford Escort abandonne enfin son archaïsme technique (propulsion, essieu rigide, moteurs en fonte) pour s'engager, un peu tard, dans la modernité (traction, roues arrière indépendantes et moteur transversal à culasse en alliage). Elle est élue Voiture européenne de l'année en 1981.
Si à l'origine, le modèle était conçu pour le marché européen, le nom Escort a ensuite été utilisé pour différents modèles produits en Amérique du Nord, en 2014 en Chine puis à Taïwan en 2017 (voir Ford Escort (Chine)).

## Version Europe

### Ford Escort 100E (1955 - 1961)
La Ford Escort 100E fait référence à une série de voitures produites par Ford au Royaume-Uni de 1955 à 1961. Il s'agissait d'une petite voiture familiale disponible dans différents styles de carrosserie, notamment berline, break et fourgon. Voici quelques caractéristiques et détails clés de la Ford Escort 100E :
1. **Introduction :** La Ford Escort 100E a été introduite en 1955 pour succéder au modèle Ford Popular. Cela faisait partie de la stratégie de Ford visant à proposer une petite voiture plus moderne et plus élégante pour rivaliser dans l'économie en croissance d'après-guerre.
2. **Design et styles de carrosserie :** L'Escort 100E présentait un design moderne pour l'époque, avec une forme distinctive à trois caissons. Il était disponible dans différents styles de carrosserie, dont une berline à deux portes, un break à trois portes (break) et un fourgon. Le design de la carrosserie était considéré comme assez contemporain dans les années 1950.
3. **Moteur :** L'Escort 100E était propulsée par un moteur quatre cylindres en ligne de 1,2 litre, considéré comme raisonnablement efficace pour son époque. Le moteur était couplé à une transmission manuelle à trois vitesses.
4. **Suspension et maniabilité :** La voiture était équipée d'une suspension avant indépendante, ce qui contribuait à améliorer la maniabilité et le confort de conduite par rapport à son prédécesseur. La conception de la suspension était relativement avancée pour une petite voiture de l’époque.
5. **Popularité :** La Ford Escort 100E a gagné en popularité en tant que voiture familiale abordable et pratique. Son succès a contribué à établir la présence de Ford sur le marché des petites voitures au Royaume-Uni.
6. **Fin de production :** La production de la Ford Escort 100E a cessé en 1961, laissant la place à son successeur, la Ford Anglia. L'Anglia perpétue l'héritage des petites voitures abordables de Ford.
7. **Impact culturel :** L'Escort 100E revêt une importance historique en tant que représentant de l'industrie automobile d'après-guerre et de l'évolution des préférences des consommateurs au cours des années 1950.
Même si la Ford Escort 100E n'est peut-être pas aussi connue que certains des modèles ultérieurs de Ford, elle a joué un rôle dans l'histoire de l'entreprise et a contribué au développement des petites voitures familiales au milieu du 20e siècle.

### Première génération (1967-1975)
La Ford Escort Mark I a été introduite en Irlande et au Royaume-Uni fin 1967, faisant ses débuts au salon de l'automobile de Bruxelles en janvier 1968. Elle a remplacé l'Anglia à succès et de longue date. L'Escort était aussi présentée en Europe comme étant la première voiture de tourisme à être développée par la fusion de Ford Europe (la fourgonnette Transit ayant été le premier produit de cette collaboration). La production d'Escort a commencé à l'usine d'Halewood en Angleterre pendant les derniers mois de 1967, et à l'usine Ford de Genk en septembre 1968 pour les marchés à conduite à gauche. Au départ, les Escort continentales différaient légèrement mécaniquement des Escort construites au Royaume-Uni. La suspension avant et le boîtier de direction étaient configurés différemment et les freins étaient équipés de doubles circuits hydrauliques; les roues montées sur les Escort construites à Genk avaient des jantes plus larges. Début 1970, la production des modèles d'Europe continentale est transférée dans une nouvelle usine en bordure de Saarlouis, en Allemagne de l'Ouest.
L'Escort a été un succès commercial dans plusieurs pays d'Europe occidentale, mais nulle part ailleurs plus qu'au Royaume-Uni, où le best-seller national des années 1960, l'Austin/Morris 1100 de BMC commençait à montrer son âge tandis que la Ford Cortina avait grandi, à la fois en dimensions et en prix, au-delà du créneau de marché auquel elle avait été initialement lancée. Elle concurrençait la Vauxhall Viva et, à partir du début des années 1970, l'Hillman Avenger du groupe Rootes.
En juin 1974, six ans après l'introduction de la voiture au Royaume-Uni, Ford a annoncé la production de la deux millionième Ford Escort, un chiffre jusqu'alors inégalé par aucun modèle Ford en dehors des États-Unis. Il a également été déclaré que 60 % des deux millions d'Escort avaient été construites en Grande-Bretagne,. En Allemagne de l'Ouest, les voitures étaient construites à un rythme plus lent, environ 150 000 voitures par an, tombé à 78 604 en 1974, qui était la dernière année pour l'Escort Mark I. De nombreuses Escort construites en Allemagne ont été exportées, notamment vers le Benelux et l'Italie; du point de vue du marché intérieur ouest-allemand, la voiture était étroite et inconfortable par rapport à l'Opel Kadett bien établie et à un prix comparable, mais elle était techniquement archaïque par rapport aux Fiat 128, Alfa Romeo Alfasud ou Renault 12 importées qui connaissaient un énorme succès. Les générations suivantes de l'Escort ont essayé de reconquérir une partie du terrain abandonné par le modèle d'origine, mais sur le plus grand marché automobile d'Europe, les volumes de vente de l'Escort sont toujours bien inférieurs à ceux de la Kadett de General Motors et de son successeur l'Astra.
L'Escort était une propulsion conventionnelle avec un pont rigide et une boîte de vitesses manuelle à quatre rapports, ou une transmission automatique à trois vitesses. La suspension était composée de jambes de force MacPherson à l'avant et d'un essieu rigide monté sur des ressorts à lames à l'arrière. L'Escort a été la première petite Ford à utiliser la direction à crémaillère. La Mark I présentait des éléments de style contemporains en phase avec son temps: une subtile ceinture de caisse de style «bouteille de Coca-Cola» inspirée de Detroit et une calandre en forme d'«os de chien» - sans doute la principale caractéristique stylistique de la voiture. Un style "bouteille de Coca-Cola" similaire a été présenté dans la Cortina Mark III. Une voiture visuellement similaire a été construite en Allemagne de l'Ouest à partir de 1970, nommée Taunus.
Initialement, l'Escort était vendue en tant que berline deux portes avec des phares avant ronds et un revêtement de sol en caoutchouc sur le modèle « DeLuxe ». Le modèle « Super » comportait des phares rectangulaires, des tapis, un allume-cigare et une jauge de température d'eau. Un break deux portes a été introduit à la fin du mois de mars 1968 qui, avec la banquette arrière rabattue, offrait une augmentation de 40 % du volume de chargement maximal par rapport à l'ancien Anglia 105E break, selon le constructeur. Le break présentait les mêmes options de moteur que la berline, mais il comprenait également un embrayage plus grand de 190 mm de diamètre, des ressorts arrière plus rigides et, dans la plupart des configurations, des tambours ou disques de frein légèrement plus grands que ceux de la berline. Un fourgon tôlé est apparu en avril 1968 et en 1969, la berline 4 portes, un type de carrosserie jamais disponible sur l'Anglia pour le marché britannique.
Sous le capot on trouvait le moteur Kent Crossflow également utilisé dans la Ford Pinto nord-américaine, de plus petite cylindrée. Les moteurs diesel dans les petites voitures familiales étaient rares et l'Escort ne faisait pas exception, n'utilisant initialement que des moteurs essence - en versions 1,1 L et 1,3 L. Un moteur de 940 cm3 était également disponible sur certains marchés d'exportation comme l'Italie et la France. Ce petit moteur est resté populaire en Italie. Il a été repris sur l'Escort Mark II, mais en France, il a été arrêté en 1972.
Il y avait une version plus performante, la 1300 GT, avec un moteur Crossflow (OHV) de 1,3 L, un carburateur Weber et une suspension améliorée. Cette version comportait une instrumentation supplémentaire avec un tachymètre, un indicateur de charge de la batterie et un manomètre d'huile. Le même moteur de 1,3 L a également été utilisé dans une variante vendue sous le nom d'Escort Sport, qui utilisait les ailes avant évasées de la gamme de voitures AVO, mais comportait des garnitures des modèles plus basiques. Plus tard, une version "Executive" de l'Escort a été produite, connue sous le nom de "1300E". Celle-ci comportait les mêmes roues de route de 13" et les ailes évasées de la Sport, mais était garni de façon haut de gamme, pour l'époque, avec des garnitures en bois sur le tableau de bord et des capuchons de porte.
Une version plus performante pour les rallyes et les courses était disponible, l'Escort Twin Cam, conçue pour le rallye international du groupe 2. Elle avait un moteur à double arbre à cames en tête à huit soupapes fabriquée par Lotus, montée sur le bloc sans flux croisé de 1,5 L, qui avait un alésage plus grand que d'habitude pour donner une capacité de 1 558 cm3. Ce moteur avait été développé à l'origine pour la Lotus Elan. La production de la Twin Cam, qui était à l'origine produite à Halewood, a été progressivement abandonnée lorsque la production de la RS1600 (RS désignant Rallye Sport) à moteur Cosworth a commencé. L'édition la plus célèbre de la Twin Cam a été conduite pour le compte de Ford par Alan Mann Racing dans le championnat britannique des berlines en 1968 et 1969, arborant un moteur FVC 16 soupapes complet de Formule 2 de Ford produisant plus de 200 ch. L'Escort, conduite par le pilote australien Frank Gardner a confortablement remportée le championnat de 1968.
Les Escort Mark I ont connu du succès en tant que voiture de rallye et sont finalement devenues l'une des voitures de rallye les plus réussies de tous les temps. L'équipe de l'usine Ford était pratiquement imbattable à la fin des années 1960 et au début des années 1970, et la plus grande victoire de l'Escort a sans doute été lors du rallye de la Coupe du Monde Londres-Mexico en 1970, conduite par la légende finlandaise Hannu Mikkola et le copilote suédois Gunnar Palm. Pour commémorer cette victoire, une édition spéciale pour la route, l'Escort Mexico (moteur "Crossflow" de 1 598 cm3), est produite en l'honneur de la voiture de rallye. Introduite en novembre 1970, 10 352 Mexico Mark I ont été construites dotées de carrosseries utilisant des panneaux renforcés supplémentaires dans les zones à forte torsion, ce qui les rend plus adaptées à la compétition.
En plus de la Mexico, la RS1600 a été développée avec un moteur Cosworth BDA de 1 601 cm3 qui utilisait un bloc Crossflow avec une culasse Cosworth à 16 soupapes, baptisée «Belt Drive A Series». La Mexico et la RS.1600 étaient construites dans les installations Advanced Vehicle Operations (AVO) de Ford situées à l'usine d'Aveley dans le sud de l'Essex. En plus des moteurs et des suspensions sport plus performants, ces modèles comportaient une carrosserie renforcée comme la Mexico.
Ford a également produit un modèle RS2000 comme alternative à la RS1600 quelque peu capricieuse, dotée d'un moteur Pinto (OHC) de 2,0 L. Cela a également permis de remporter des victoires en rallye et en course; et a devancé le marché des berlines sportives, étant une voiture de route de performance souhaitable mais abordable. Comme la Mexico et la RS1600, cette voiture a été produite à l'usine d'Aveley en utilisant la carrosserie renforcée.
La Ford escort MkI était construite en Allemagne et en Grande-Bretagne et également construite en Nouvelle-Zélande et en Australie.
| Modèle                                               | Année     | Cylindrée | Taux de compression | Culasse            | Puissance maximale    | Couple maximal           |
| ---------------------------------------------------- | --------- | --------- | ------------------- | ------------------ | --------------------- | ------------------------ |
| Escort 1100 à faible compression                     | 1968-1970 | 1 098 cm3 | 8:1                 | OHV (8 soupapes)   | 40 ch à 5 300 tr/min  | 70,5 N m à 3 000 tr/min  |
| Escort 1100 Deluxe et Super                          | 1968-1970 | 1 098 cm3 | 9:1                 | OHV (8 soupapes)   | 45 ch à 5 300 tr/min  | 73,5 N m à 2 800 tr/min  |
| Escort 1300 à faible compression                     | 1968-1970 | 1 298 cm3 | 8:1                 | OHV (8 soupapes)   | 48 ch à 5 000 tr/min  | 85 N m à 2 400 tr/min    |
| Escort 1300 Deluxe et Super, manuelle et automatique | 1968-1970 | 1 298 cm3 | 9:1                 | OHV (8 soupapes)   | 51 ch à 5 000 tr/min  | 92 N m à 2 500 tr/min    |
| Escort 1300 GT                                       | 1968-1970 | 1 298 cm3 | 9.2:1               | OHV (8 soupapes)   | 63 ch à 5 800 tr/min  |                          |
| Escort Twin Cam                                      | 1968-1971 | 1 558 cm3 | 9.4:1               | DOHC (8 soupapes)  | 105 ch à 5 500 tr/min | 140 N m à 4 000 tr/min   |
| Escort 1100 L à faible compression                   | 1970-1974 | 1 098 cm3 | 8:1                 | OHV (8 soupapes)   | 43 ch à 6 000 tr/min  | 70,5 N m à 3 000 tr/min  |
| Escort 1100 L/XL, manuelle et automatique            | 1970-1974 | 1 098 cm3 | 9:1                 | OHV (8 soupapes)   | 48 ch à 6 000 tr/min  | 73,5 N m à 3 000 tr/min  |
| Escort 1300 L/XL manuelle et automatique             | 1970-1974 | 1 298 cm3 | 9:1                 | OHV (8 soupapes)   | 56 ch à 5 500 tr/min  | 91 N m à 3 000 tr/min    |
| Escort 1300 GT et Sport                              | 1970-1974 | 1 298 cm3 | 9.2:1               | OHV (8 soupapes)   | 71 ch à 6 000 tr/min  | 92 N m à 4 000 tr/min    |
| Escort Mexico                                        | 1970-1974 | 1 599 cm3 | 9:1                 | OHV (8 soupapes)   | 85 ch à 5 500 tr/min  | 124,5 N m à 4 000 tr/min |
| Escort RS 1600                                       | 1970-1974 | 1 599 cm3 | 10:1                | DOHC (16 soupapes) | 115 ch à 6 500 tr/min | 152 N m à 4 000 tr/min   |
| Escort RS 2000                                       | 1972-1974 | 1 993 cm3 | 9.2:1               | SOHC (8 soupapes)  | 100 ch à 5 700 tr/min | 135,5 N m à 4 000 tr/min |

Tous les modèles 1100 et 1300 étaient proposés en versions berline 2 portes, berline 4 portes et break 3 portes.

#### Nouvelle-Zélande
L'usine Seaview de Ford Nouvelle-Zélande à Lower Hutt a construit des versions de 1,1 et 1,3 litre, initialement sous forme de berlines deux portes Deluxe (1,1) et Super (1,3) et de fourgonnettes à panneaux. La berline quatre portes a été ajoutée en 1970. Les niveaux de finition ont été révisés après le lifting britannique de 1972 avec une seule version, la 1.3XL (avec la finition d'instruments GT) avant qu'elles ne soient rétrogradés en version "L". Les finitions de base et L ont été offertes jusqu'à la fin de la gamme Mk I. Quelque Mexico de 1,6 ont été importées en 1973–74 après que le gouvernement ait temporairement libéré les licences d'importation en raison d'une pénurie de voitures neuves. Les versions break étaient pour la plupart importées.

#### Australie
La Mk I a été produite par Ford Australie de 1970 à 1975 en tant que berline deux ou quatre portes et en tant que fourgon deux portes. Des moteurs de 1 100 cm3 et 1 300 cm3 étaient proposés, tout comme l'unité à double came de 1 558 cm3, ce dernier est uniquement présent dans le modèle Escort Twin Cam, qui a été rebaptisée Escort GT 1600 fin 1971. Quelque 67 146 exemplaires de la Mk I ont été construites en Australie, l'approvisionnement local portant le contenu australien des véhicules à 85 pour cent. En 1975, Ford Australie a importé 25 Escort RS2000 MK1 d'Angleterre pour les vendre sur le marché local

#### Israël
L'assemblage de l'Escort MK I a été entrepris par Automotive Industries à Upper Nazareth, en collaboration avec le distributeur local, Israel Automotive Corp. L'assemblage en CKD à partir de kits provenant du Royaume-Uni a commencé en avril 1968. La dernière Mk I, une deux portes vert clair de 1 100 cm3, a été produite le 14 novembre 1975. Au total, 14 905 unités ont été assemblées en Israël, dont 105 fourgons Escort 400.

#### Japon
L'Escort Mk I a été commercialisée au Japon, importée du Royaume-Uni par Kintetsu Motors, et était disponible avec le moteur de 1,3 L en version GT. Elle était vendue aux côtés de la Ford Cortina et de la Ford Capri. Les ventes ont été aidées par le fait que cette génération d'Escort était conforme aux règlements de dimension du gouvernement japonais concernant les dimensions des véhicules et la cylindrée du moteur. Seule la berline quatre portes était proposée, et c'était la seule génération disponible pour les acheteurs japonais. La cylindrée du moteur a contribué à réduire l'obligation annuelle de taxe routière pour les acheteurs japonais, ce qui a favorisé les ventes.

### Deuxième génération (1974-1980)
La version Mark II de style carré a été présentée officiellement en janvier 1975. Les premiers modèles sont sortis des chaînes de production le 2 décembre 1974.
Contrairement à la première Escort, développée par Ford Grande-Bretagne, la deuxième génération a été développée conjointement entre le Royaume-Uni et Ford Allemagne. Baptisée "Brenda" au cours de son développement, elle utilisait les mêmes composants mécaniques, planchers et structure centrale que la Mark I. Le moteur de 940 cm3 était toujours proposé en Italie, où le plus petit moteur bénéficiait d'avantages fiscaux, mais n'était pas disponible sur les autres marchés européens en Europe. Les versions break et van utilisaient les mêmes portes, toit et panneaux arrière que la Mark I, mais avec l'avant et l'intérieur de la Mark II.
La voiture utilisait un soubassement révisé, qui avait été introduit en tant que changement au cours des six derniers mois de production de la Mark I. La suspension arrière reposait toujours sur des ressorts à lames bien que certaines voitures contemporaines telles que l'Hillman Avenger soient passées aux ressorts hélicoïdaux. La voiture a été critiquée pour sa banalité, son archaïsme, inconfort, manque d'espace de l'habitacle avec une boîte à gants uniquement disponible sur les versions haut de gamme et son klaxon monté sur la tige.
Les versions «L» et «GL» (2 portes, 4 portes, break) étaient destinés au grand public, la «Sport», la «RS Mexico» et la «RS2000» aux clients recherchant plus de performances, la «Ghia» (2 portes, 4 portes) aux clients à la recherche d'une petite voiture luxueuse, marché jusqu'ici inexploité et les modèles "de base / Popular" pour l'entrée de gamme. Les versions fourgons étaient adaptées au secteur commercial. Le moteur de 1,6 L (1 598 cm3) de la Ghia 1.6 de 1975 développait 84 ch (63 kW) avec un couple de 125 N m et pesait 955 kg.
Une mise à jour esthétique a été donnée en 1978 (notez que l'Australie a reçu des mises à jour différentes - voir ci-dessous), les modèles L gagnant les phares carrés (auparavant exclusifs aux variantes GL et Ghia) et il y a eu une mise à niveau des spécifications intérieures et extérieures pour certains modèles. Les versions à spécification de base Popular ont été divisées en «Popular» et «Popular Plus», le premier étant un modèle «d'austérité» avec des sièges en vinyle et des tapis en caoutchouc, la version «Plus» ayant un intérieur entièrement garni. En dessous il y avait une voie avant plus large.
La production a pris fin en Grande-Bretagne en août 1980, d'autres pays suivraient peu de temps après.
La Ford Escort MkII est également vendue en Nouvelle-Zélande, Australie, Israël et Afrique du Sud.
- 940 - 36 ch,
- 1100 - 44 ch,
- 1100 2V - 54 ch,
- 1300 - 54 ch,
- 1300 2V - 70 ch,
- 1600 - 84 ch,
- Mexico - 88 ch,
- 2000 RS -110 ch,
- 1800 RS -120 ch

#### Océanie

##### Australie
L'Escort Mk II a été assemblée à l'usine Homebush de Ford en Australie, à Sydney, de mars 1975 à 1980, sous forme de berline 2 et 4 portes et de fourgon 2 portes - les versions break n'étaient pas disponibles sur le marché australien.
Les modèles berline étaient disponibles en versions L, XL (renommée plus tard GL) et Ghia, et une finition Sport optionnelle - similaire aux modèles 1300 et 1600 Sport vendus ailleurs. Contrairement à d'autres marchés - probablement en raison de l'absence du break - la fourgonnette était proposée dans un niveau de finition plus élevé - le GL, et une fourgonnette finition Sport était également disponible. Des équipements inhabituels pour la gamme de l'Escort australienne, non proposés ailleurs, comprenaient des enjoliveurs en acier de style "gamelle de chien" et des sièges avant à dossier haut.
Les premiers groupes motopropulseurs utilisés dans les Escort australiennes étaient les unités Crossflow OHV de 1,3 L et 1,6 L de Ford, proposées avec des boîtes de vitesses manuelles à 4 vitesses ou automatiques à 3 vitesses. En 1977, pour faire face aux lois australiennes sur les émissions, en particulier l'ADR27A, les modèles de 1,3 L ont été abandonnés et le moteur Pinto OHC de 2,0 L de la Ford Cortina (à un niveau inférieur par rapport aux unités européennes) a été introduit dans la gamme Escort, disponible en option sur presque tous les modèles. Baptisé en interne par Ford Australie sous le nom de «BC», les carrosseries de la gamme australienne de l'Escort ont été modifiées pour s'adapter au plus gros moteur et à un réservoir de carburant redessiné, ce qui impliquait le placement du remplissage de carburant derrière la plaque d'immatriculation arrière.
En 1978, Ford Australie a normalisé l'utilisation du logo Ovale Bleu dans toute la gamme du modèle Escort. Ces modèles d'Escort sont identifiés par l'Ovale Bleu familier de Ford au centre de la calandre et à droite sur le couvercle du coffre. Ford a également réorganisé l'image de sa "gamme de loisirs" en présentant l'Escort Sundowner, un fourgon à panneaux, le positionnant comme un véhicule de style de vie axé sur les jeunes avec des décorations de carrosserie audacieuses et des vitres latérales en forme de dôme, disponibles en 1,6 et 2,0 litres. En 1979, Ford Australie a mis à jour l'Escort, augmentant les niveaux d'équipement de base et normalisant les phares carrés sur les modèles L et GL (auparavant uniquement disponibles sur l'Escort Ghia). À la recherche d'une clientèle jeune et axé sur la performance, Ford Australie a présenté la RS2000 avec son propre point de vue, qui - complète avec son nez incliné - était disponible à la fois sous forme de deux portes et quatre portes, ce dernier était unique à l'Australie, dans un choix de cinq couleurs de peinture unies. Ces voitures RS avaient certainement l'air à part, mais elles étaient en fait propulsées par le même moteur de 2,0 litres que le reste de la gamme locale d'Escort, et disponibles avec un choix de transmission manuelle ou automatique. Au total, 2 400 voitures RS2000 australiennes ont été fabriquées.
Bien qu'elle soit offerte sous de nombreuses formes de modèles, l'Escort, comme la Cortina, n'était pas populaire sur le marché australien, en grande partie en raison de la concurrence croissante des importations japonaises et de la préférence établie des conducteurs australiens pour les plus gros véhicules à six cylindres.
La production australienne d'Escort a cessé fin 1980, avec 79 142 exemplaires de la Mk II produites, la gamme étant remplacée par des dérivés à traction avant de la Mazda 323 / Familia, à savoir la Ford Laser à hayon 3 portes et 5 portes et la Meteor berline 4 portes.

##### Nouvelle-Zélande
L'Escort Mk II a été introduite en Nouvelle-Zélande début 1975, assemblée à l'usine Ford de Wiri, dans le sud d'Auckland. Contrairement aux modèles australiens, la gamme néo-zélandaise d'Escort a suivi les spécifications des modèles britanniques, mis à part l'utilisation d'instrumentation métrique. Tous les styles de carrosserie étaient assemblés localement, y compris le break - auparavant (sous la forme Mk I) une importation construite au Royaume-Uni.
Un large choix de modèles était disponible dans la gamme néo-zélandaise d'Escort, composée de variantes 1,1 L (base), 1,3 L (L, GL, 1300 Sport, break et fourgon) et 1,6 L (Ghia, 1600 Sport) - le modèle de 1.1 étant destinés aux acheteurs soucieux de leur budget, les modèles de 1,3 L étaient populaires, et les modèles de 1,6 L - qui sont apparus dans la production néo-zélandaise en 1976 - était réservé aux modèles 1600 Sport et Ghia. Une transmission automatique à trois vitesses était disponible en option pour la plupart des modèles de 1,3 et 1,6 litre.
Contrairement à l'Australie, les gammes Escort et Cortina se vendaient bien et étaient souvent en tête des listes mensuelles de ventes de voitures. Une mise à jour a été donnée pour la gamme en 1979, qui impliquait notamment l'ajout du modèle Ghia, l'adoption des phares carrés de la GL sur les modèles bas de gamme, des badges Ovale Bleu de Ford et des roues sport sur les L et GL. Pour 1980, tous les modèles Ghia ont obtenu des jantes en alliage standard.
La production d'Escort d'origine britannique et assemblées en Nouvelle-Zélande a pris fin à la fin de 1980. Les concessionnaires Ford ont offert d'importantes réductions de prix pour déplacer leur stock restant d'Escort Mk II lorsque le modèle a été remplacé en Nouvelle-Zélande en mai 1981 par la Ford Laser, qui était une Mazda 323 conçue par badge, disponible en berlines à malle et à hayon.

#### Reste du monde

##### Israël
L'assemblage de l'Escort Mk II a commencé en août 1975. L'Escort était un best-seller sur le marché israélien, sa meilleure année étant 1976, quand un total de 3 801 unités ont été assemblées. La gamme comprenait des versions de 1,1 et 1,3 litre. La plupart étaient en variante quatre portes, et seulement 150 ont été construites en version 2 portes de 1,1 litre. L'assemblage s'est terminé en avril 1981 après 12 700 unités. Aucune voiture de tourisme Ford n'a depuis été assemblée en Israël.

##### Afrique du Sud
Les carrosseries des Escort Mark II construites à Halewood, en Angleterre, étaient assemblées à Silverton, en Afrique du Sud, depuis fin 1975 jusqu'en 1980. Lors de son lancement initial, l'Escort Mark II était vendu sous le nom de 1300 L ou sous le nom de 1600 GL, avec une carrosserie deux ou quatre portes. Mis à part les enjoliveurs à code couleur, la plupart des différences d'équipement ne concernaient que l'intérieur, la GL étant considérablement mieux équipée. La GL a également reçue des phares carrés, des feux de recul et des moulures latérales. L'Escort sud-africaine a reçu le moteur Kent 1,3 litre de 42 kW (57 ch), tandis que le moteur de 1,6 litre revendiquait 52 kW (71 ch). Début 1979, la 1600 Sport a été lancée, avec une carrosserie deux portes, des rapports de démultiplication révisés et un look sportif, en utilisant le moteur 1600 qui s'est avéré devenir un véhicule très populaire à nos jours. La "One Six Double O" Sport était la voiture la plus vendue en Afrique du Sud en 1980 avec un prix de détail de R4995.00. Ces véhicules avaient un bloc Kent plus solide en Afrique du Sud qui avait des parois de cylindre plus épaisses, qui était et est toujours utilisé dans la série Formula Ford. Les véhicules sud-africains différaient de manière mineure des homologues construits en Europe en ce que les parties métalliques intérieures exposées étaient peintes en noir Matt par opposition à la couleur carrosserie et que l'hélice du capot pivotait de la droite par rapport à la gauche.
Néanmoins, l'Afrique du Sud est désormais une source populaire pour la réimportation de Mk II au Royaume-Uni, car beaucoup ont survécu dans le climat plus chaud (et ne sont donc pas aussi vulnérables à la rouille), par rapport au nombre d'exemplaires en bon état construits en Europe et au Royaume-Uni, qui diminue rapidement. Comme la Mk I, de nombreuses voitures de route ont été converties pour une utilisation en rallye, ce qui a encore dégradé le nombre d'exemplaires utilisables pour les amateurs de classiques.

#### Rallye
Comme sa prédécesseur, la Mark II a connu une carrière de rallye réussie. Tous les modèles de la Mark I ont été reportés sur la Mark II, bien que la Mexico ait obtenu le badge RS et que son moteur soit changé pour un Pinto OHC de 1,6 L (1 593 cm3) au lieu du OHV. Un modèle «Sport» a également été produit avec le moteur Crossflow de 1,6 L. Un nouveau modèle a été mis en vente, la RS1800, qui avait un moteur atmosphérique quatre cylindres en ligne Cosworth BDE DOHC 1 833 cm3 (1,8 L) de 4 soupapes à carburateur DGAV Weber 32/36, produisant 117 ch (86 kW) à 6 000 tr/min et 171 N m de couple à 3 750 tr/min. C'était essentiellement une création spéciale pour le rallye.
Les voitures de rallye d'usine étaient des machines hautement spécialisées. Les carrosseries ont été fortement renforcées et étaient caractérisées par de larges extensions de passage de roue et l'installation de quatre grands projecteurs pour les étapes de nuit. Le moteur Cosworth BDE a été remplacé par le BDG de 2,0 L et il donnait jusqu'à 253 ch (186 kW) avec un bloc en aluminium fabriqué par Cosworth en 1979. Elle était complétée par une transmission renforcée, boîte de vitesses ZF droite à cinq rapports, une suspension à cinq bras et des modifications plus mineures. La RS1800 a été réhomologué avec le bloc en aluminium le 2 avril 1977 sous le nom d'Escort RS Group-4 de 1 975 cm3. C'était après que la FIA ait supprimé la règle des 100 off de l'Annexe J 1976 et interdit les modifications approuvées en vertu des règles précédentes pour les groupes 2 et 4, à compter de fin 1977.
L'Escort Mark II a poursuivi la course de sa prédécesseur sur le RAC Rally, le remportant chaque année de 1975 à 1979 et participant à une variété d'autres événements à travers le monde. Lors de la saison 1979 du championnat du monde des rallyes, Björn Waldegård a remporté le titre des pilotes, Hannu Mikkola a terminé deuxième et Ari Vatanen a terminé l'année à la cinquième place, tous conduisant des Escort RS1800.
Les succès de ces pilotes tout au long de l'année ont donné à Ford le titre des constructeurs, la seule fois où l'entreprise l'a atteint jusqu'à la saison 2006, lorsque Marcus Grönholm et Mikko Hirvonen ont remporté le titre pour Ford dans la Ford Focus RS WRC 06. Vatanen a remporté le titre des pilotes en 1981, toujours au volant d'une RS1800. Cette victoire intervient malgré l'arrivée sur la scène WRC de l'Audi Quattro à quatre roues motrices. Ford s'est classé parmi les trois premiers du championnat des constructeurs pour la sixième année consécutive.
La version RS2000 de 2,0 L, avec son nez nettement incliné en polyuréthane, et dotée du moteur Pinto de la Cortina, a été annoncée au Royaume-Uni en mars 1975 et introduite en Allemagne en août 1975, étant apparemment produite dans les deux pays. Elle fournissait une puissance revendiquée de 110 ch et une vitesse de pointe de 177 km/h. Pour une accélération de 0 à 100 km/h, un temps de seulement 8,9 secondes a été revendiqué par les constructeurs. Le moteur de 2,0 L pouvait également être facilement rétro-intégré dans la Mark I, avec la boîte de vitesses à cinq vitesses de la Ford Sierra, pour le rallye et d'autres sports.

##### Victoires en championnat du monde des rallyes de la Mark II
| N° | Événement                  | Saison                                | Pilote            | Copilote         | Voiture            |
| -- | -------------------------- | ------------------------------------- | ----------------- | ---------------- | ------------------ |
| 1  | Rallye de Grande-Bretagne  | Championnat du monde des rallyes 1975 | Timo Mäkinen      | Henry Liddon     | Ford Escort RS1800 |
| 2  | Rallye de Grande-Bretagne  | Championnat du monde des rallyes 1976 | Roger Clark       | Stuart Pegg      | Ford Escort RS1800 |
| 3  | Rallye Safari              | Championnat du monde des rallyes 1977 | Björn Waldegård   | Hans Thorszelius | Ford Escort RS1800 |
| 4  | Rallye de l'Acropole       | Championnat du monde des rallyes 1977 | Björn Waldegård   | Hans Thorszelius | Ford Escort RS1800 |
| 5  | Rallye de Finlande         | Championnat du monde des rallyes 1977 | Kyösti Hämäläinen | Martti Tiukkanen | Ford Escort RS1800 |
| 6  | Rallye de Grande-Bretagne  | Championnat du monde des rallyes 1977 | Björn Waldegård   | Hans Thorszelius | Ford Escort RS1800 |
| 7  | Rallye Arctique            | Championnat du monde des rallyes 1978 | Ari Vatanen       | David Richards   | Ford Escort RS1800 |
| 8  | Rallye de Suède            | Championnat du monde des rallyes 1978 | Björn Waldegård   | Hans Thorszelius | Ford Escort RS1800 |
| 9  | Rallye d'Écosse            | Championnat du monde des rallyes 1978 | Hannu Mikkola     | Arne Hertz       | Ford Escort RS1800 |
| 10 | Rallye de Nouvelle-Zélande | Championnat du monde des rallyes 1978 | Russell Brookes   | Peter Bryant     | Ford Escort RS1800 |
| 11 | Rallye de Grande-Bretagne  | Championnat du monde des rallyes 1978 | Hannu Mikkola     | Arne Hertz       | Ford Escort RS1800 |
| 12 | Rallye du Portugal         | Championnat du monde des rallyes 1979 | Hannu Mikkola     | Arne Hertz       | Ford Escort RS1800 |
| 13 | Rallye de l'Acropole       | Championnat du monde des rallyes 1979 | Björn Waldegård   | Hans Thorszelius | Ford Escort RS1800 |
| 14 | Rallye de Nouvelle-Zélande | Championnat du monde des rallyes 1979 | Hannu Mikkola     | Arne Hertz       | Ford Escort RS1800 |
| 15 | Critérium du Québec        | Championnat du monde des rallyes 1979 | Björn Waldegård   | Hans Thorszelius | Ford Escort RS1800 |
| 16 | Rallye de Grande-Bretagne  | Championnat du monde des rallyes 1979 | Hannu Mikkola     | Arne Hertz       | Ford Escort RS1800 |
| 17 | Rallye de l'Acropole       | Championnat du monde des rallyes 1980 | Ari Vatanen       | David Richards   | Ford Escort RS1800 |
| 18 | Rallye de l'Acropole       | Championnat du monde des rallyes 1981 | Ari Vatanen       | David Richards   | Ford Escort RS1800 |
| 19 | Rallye du Brésil           | Championnat du monde des rallyes 1981 | Ari Vatanen       | David Richards   | Ford Escort RS1800 |
| 20 | Rallye de Finlande         | Championnat du monde des rallyes 1981 | Ari Vatanen       | David Richards   | Ford Escort RS1800 |

### Troisième génération (1980-1986)
Baptisée "Erika", la troisième génération d'Escort est lancée en septembre 1980. La voiture, le deuxième modèle à traction avant de Ford Europe, devait à l'origine s'appeler la "Ford Erika", mais elle a fini par conserver le nom Escort. Certains disent que cela était dû à la réticence des consommateurs britanniques à abandonner le badge "Escort" (les deux premières générations d'Escort ayant été parmi les voitures les plus populaires de Grande-Bretagne, la Mk II étant la voiture la plus vendue en Grande-Bretagne en 1976), et certains disent que les Allemands étaient préoccupés par la chanson Erika, qui était un célèbre chef de guerre des forces armées allemandes pendant la Seconde Guerre mondiale. L'Escort nord-américaine introduite à cette époque était un dérivé éloigné. Les ventes au Royaume-Uni ont augmenté et, en 1982, elle avait dépassé la Cortina vieillissante en tant que voiture la plus vendue du pays, commençant une série de huit ans en tant que voiture la plus vendue de Grande-Bretagne.
Contrairement à la Mark II, qui était essentiellement un restylage de la plate-forme originale de 1968, la Mark III avait un design complètement nouveau et était conçue comme un véhicule de haute technologie et de haute efficacité qui concurrencerait les Volkswagen Golf et Honda Civic - considérée à l'époque comme les références de la catégorie. La Mark III avait donc une ingénierie majeure et était un départ stylistique des deux modèles précédents; les plus grands changements étant l'adoption de la traction avant, la nouvelle carrosserie à hayon et les tout nouveaux moteurs CVH à arbre à cames en tête. La suspension était entièrement indépendante aux quatre coins, s'écartant de l'arrangement archaïque de ressort à lames trouvé sur ses prédécesseurs et la carrosserie était 75 kg plus légère, en moyenne, que celle de la Mk II, pourtant Ford a affirmé qu'elle était plus rigide que la voiture sortante. Cependant, Ford était conscient que les clients fidèles de la génération précédente d'Escort pouvaient être découragés par la conception avancée de la Mk III, et par conséquent, la voiture a été commercialisée avec le slogan «Simple is Efficient» (Simple et efficace) au Royaume-Uni.
C'était le deuxième lancement d'un modèle de Ford Europe à traction avant, le premier étant la plus petite Fiesta en 1976. La voiture utilisait le langage de conception contemporain de Ford de l'époque avec la calandre à lamelles noires et les groupes de feux arrière striés, ainsi que l'introduction du couvercle de coffre aérodynamique (marque déposée par Ford sous le nom d'Aeroback) qui serait encore développé dans les prochaines Sierra et Scorpion ; il a été prouvé que le couvercle réduisait considérablement le coefficient de traînée aérodynamique de la voiture qui était de 0,38, en tête de sa catégorie au lancement.
Les nouveaux moteurs CVH à arbre à cames en tête étaient disponibles dans les formats 1,3 L et 1,6 L, avec l'ancien moteur « Valencia » basé sur le moteur Kent de la Ford Fiesta alimentant le dérivé de 1,1 L, bien qu'il y ait eu une version de 1,1 L mais de courte durée du moteur CVH vendu dans certains marchés avant sa suppression en 1982.
L'Escort Mark III a été élue voiture européenne de l'année en 1981, combattant la concurrence féroce de la Fiat Panda et de l'Austin Metro de Leyland.
Dès le lancement, la voiture était disponible en version de base (Popular), L, GL, Ghia et XR3. Comme cela était courant pour Ford pendant cette période, il y avait différentes moulures de tableau de bord pour les niveaux de finition «haute» et «basse». Les modèles GL et supérieurs avaient un tableau de bord moulé dans la masse avec un revêtement "doux au toucher" et une décoration en faux chrome. Les modèles de spécifications de base et L avaient un tableau de bord moulé par injection "au toucher dur" avec moins de trous pour les interrupteurs - le tableau de bord de base était une variante de celui-ci qui omettait les bouches d'aération centrales, la boîte à gants, les évents antibuée latéraux et la grille du haut-parleur avec seulement un interrupteur de ventilateur à deux positions. Ces modèles d'introductions étaient extrêmement basiques même pour leur époque; en plus du tableau de bord susmentionné, ils étaient livrés avec des portes avec des poches de cartes partielles et sans accoudoirs, des sièges en vinyle (le tissu était un supplément en option) et sans tablette arrière ni bouton-poussoir pour le déverrouillage du hayon. Par conséquent, ces modèles se sont très mal vendus et la plupart des acheteurs ont opté pour au moins la spécification L.
À partir de mi-1982, une boîte de vitesses manuelle à cinq rapports a été introduite dans toute la gamme. C'était désormais de série sur les versions 1,6 L et pouvait être spécifié en option sur la plupart des modèles de 1,3 L. Une sélection de caractéristiques était disponible, en équipement standard ou en option selon le modèle, y compris un toit ouvrant inclinable et coulissant, un verrouillage central et des vitres électriques. Tous les modèles, à l'exception de la base et de la L, étaient équipés d'un système de témoin de contrôle pour le niveau de carburant bas, le niveau d'huile bas, le niveau de liquide de refroidissement bas, le niveau de lave-glace bas et les plaquettes de frein usées. La direction assistée n'était pas disponible sur les Escort européennes bien qu'elle fût disponible sur l'Escort américaine. L'année modèle 1983 a vu la transmission automatique Ford ATX à trois vitesses (principalement développée pour la version américaine) devenir disponible sur le modèle de 1,6 L, et les modèles de base avaient désormais de série une garniture de siège en tissu.
L'Escort break n'était initialement disponible qu'avec trois portes, mais une version cinq portes a été introduite en 1983. Cette année-là, une version berline à malle de l'Escort, l'Orion, a été lancée. Elle utilisait les mêmes mécaniques que la berline à hayon, mais avait une image plus haut de gamme et n'était pas disponible avec le plus petit moteur de 1,1 L. Elle s'adressait également aux acheteurs de l'ancienne Cortina, qui avait cessé sa production en 1982, sa successeur, la Sierra, n'étant pas disponible en berline à malle à l'époque.
Cependant, au lancement, la voiture a attiré les critiques de la presse automobile en raison de sa suspension, avec un carrossage positif sur les roues avant et un carrossage négatif à l'arrière, donnant lieu à la tristement célèbre position «cagneuse» de la Mark III. La Mark III a bientôt eu la réputation d'avoir une conduite dure et impitoyable. En septembre 1983, les supports de suspension révisés de l'Orion, basée sur l'Escort, et la crémaillère de direction de la plus grande Sierra ont été introduits en tant que modifications en cours pour l'année modèle 1984, ce qui a également coïncidé avec d'autres améliorations mineures dans toute la gamme, qui comprenaient des garnitures et des volants révisés, un nouveau style de badges et des systèmes sonores améliorés sur toute la gamme, tandis que les modèles de base austères ont finalement reçu le tableau de bord de spécification «L» et une garniture de siège améliorée.
Un autre moteur, introduit en août 1983, était le moteur Diesel. Développé à Dagenham, il était remarquablement économique pour l'époque, et l'est toujours à ce jour, consommant 4 l/100 km. Il était disponible dans les modèles L et GL. Cependant, les performances étaient pires que ceux de la version essence de 1,1 L, avec seulement 55 ch (40 kW) et une vitesse de pointe d'à peine 140 km/h - ce qui a incité Ford à finalement agrandir le moteur à 1,8 L quelques années plus tard, dans l'Escort rénovée.
Le modèle Mk III (1980-1986) était le type de voiture le plus courant sur les routes britanniques en décembre 1989, avec près de 1 500 000 exemplaires enregistrés.
Une version cabriolet, réalisée par le carrossier Karmann, apparaît la même année que le break cinq portes (1983). C'était la première voiture à toit ouvrant produite par Ford Europe depuis la Corsair des années 1960. L'Escort Cabriolet était initialement disponible dans les spécifications XR3i et Ghia, mais la variante Ghia a ensuite été abandonnée.
La Ford escort MkIII est également vendue en Amérique du Sud.
- 1100
- 1300
- 1400 LASER
- 1600
- 1600 DC
- 1600 XR3 - 96 ch
- 1600 XR3i - 105 ch
- 1600 RS 1600i - 115 ch
- 1600 RS Turbo - 130 ch

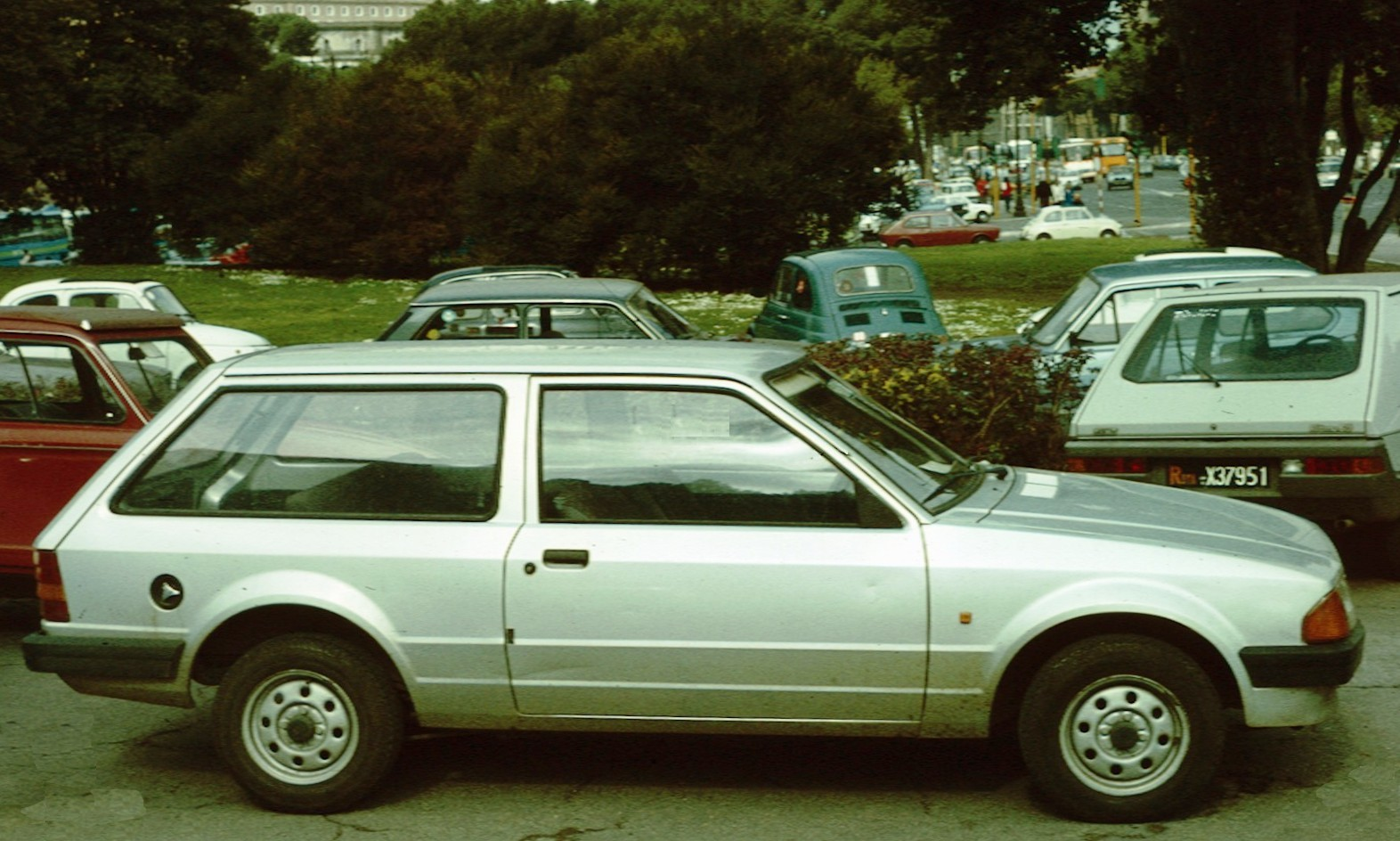
Escort Mark III 3-portes break (1980–1986)
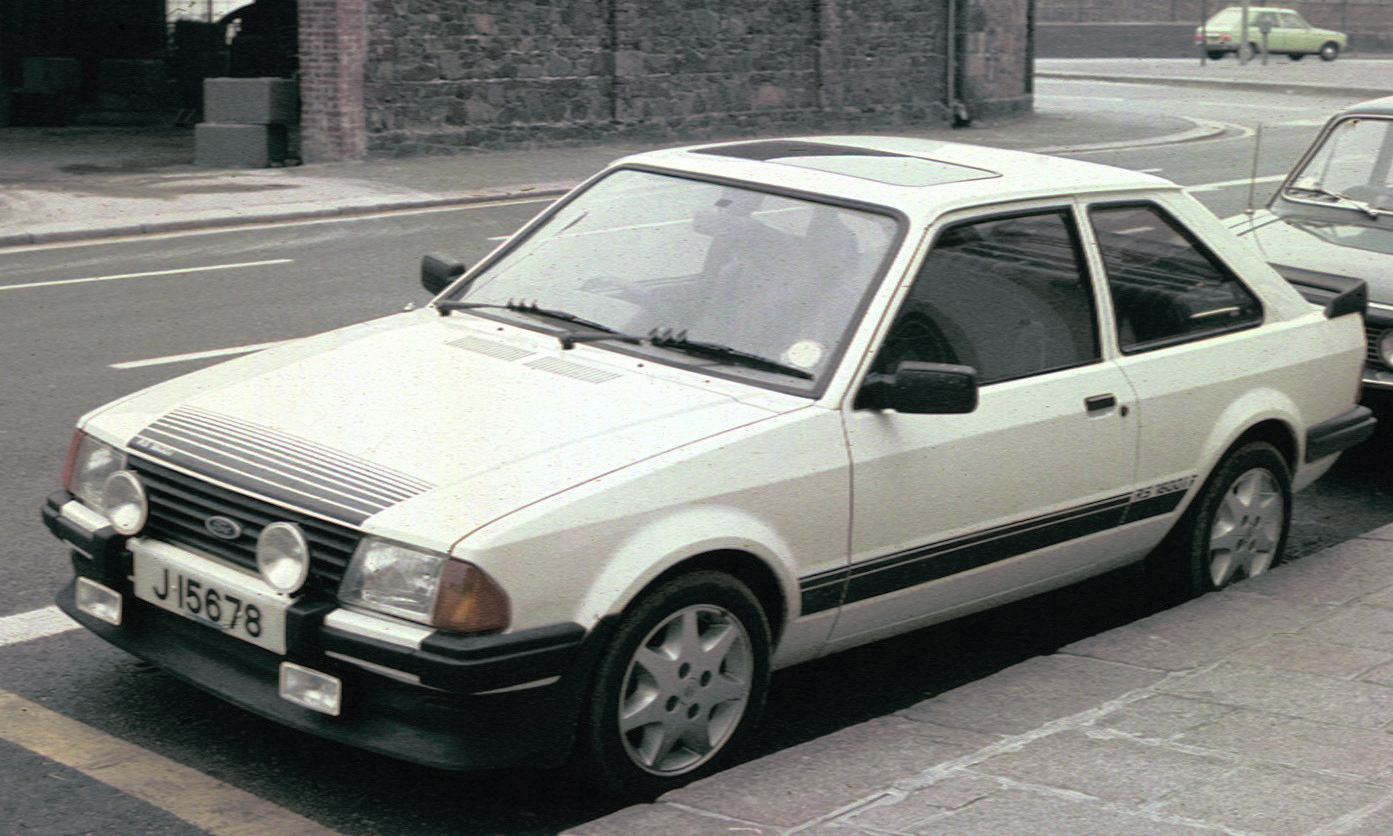
Escort Mark III RS.1600i
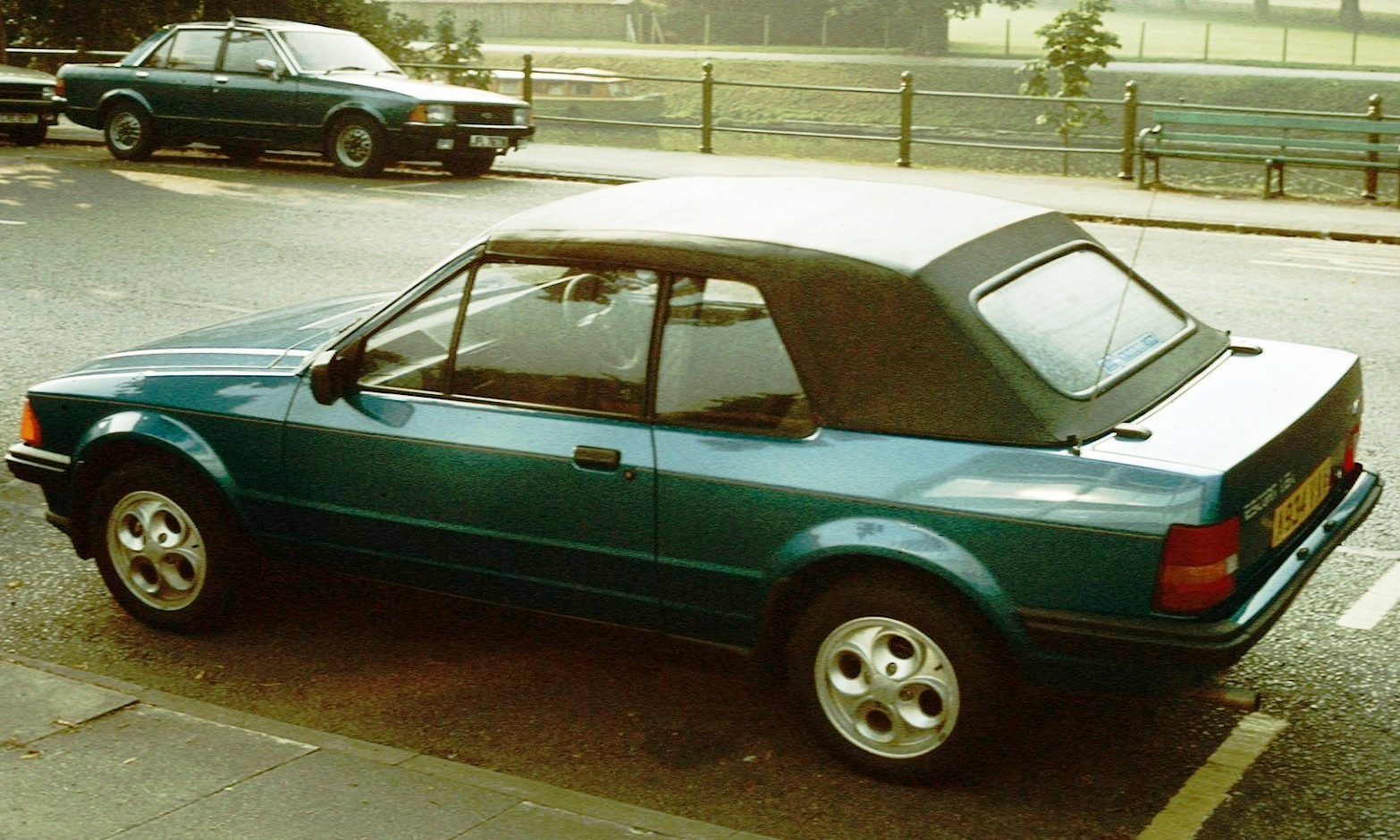
Ford Escort Mark III Cabriolet (1983–1986)

#### Modèles sportifs

##### XR3
Pour concurrencer les Volkswagen Golf GTI et Fiat Ritmo Abarth, une version berline sportive de la Mark III a été développée - la XR3. Initialement, il s'agissait d'une version optimisée du moteur CVH de 1,6 L équipée d'un carburateur Weber double corps, d'une suspension améliorée et de nombreuses modifications esthétiques. Il manquait une transmission à cinq vitesses et une injection de carburant. L'injection est finalement arrivée en octobre 1982 (créant la XR3i) avec huit mois de retard sur l'édition limitée (8 659 exemplaires), influencée par la RS.1600i de compétition. La RS développée à Cologne a reçu un moteur dont la puissance a été portée à 115 ch (85 kW), grâce à un allumage électronique et l'injection de carburant.

##### RS Turbo
La mise à jour finale des performances est arrivée sous la forme du modèle RS Turbo avec un moteur turbocompressé développant 132 ch (97 kW), en octobre 1984. La RS Turbo était un peu une déception. Elle a été retardée à plusieurs reprises et lors de sa mise en vente début 1985, le châssis a fait l'objet de critiques sévères. La RS Turbo Série 1 n'était commercialisée que dans quelques pays européens, la production étant limitée à 8 604 exemplaires, presque toutes en blanc. Elles étaient bien équipées, avec les jantes en alliage de la série limitée RS.1600i, des sièges Recaro et un différentiel à glissement limité. Au total, 3 exemplaires ont été livrés en noir, dont une spécialement construite pour Lady Diana,. La RS Turbo Série 2 a continué avec le modèle MK.IV de 1986.

##### RS.1700T
La Ford Escort RS.1700T était un prototype de voiture à propulsion arrière conçue par Ford Motor Company en 1980 pour participer au rallye du Groupe B. Les prototypes étaient basés sur l'Escort Mk III et comportaient un moteur quatre cylindres turbocompressé de 1,8 litre développé par Cosworth qui produisait une puissance maximale de 300 ch (224 kW). Un prototype avec un moteur Hart de 2,4 litres (dérivé d'une unité de Formule 2) a également été testé en 1982.
Des problèmes persistants pendant le développement du véhicule, associés au malaise au sein du service marketing à cause du fait qu'une Escort Mk III à propulsion soit perçue comme une étape rétrograde et contrediraient l'image de haute technologie qu'ils essayaient de promouvoir avec la version standard, ont incité Ford à abandonner les plans pour sa production et ont plutôt commencé à travailler sur un modèle à traction intégrale sur mesure pour battre l'Audi Quattro, conçu et construit à partir de zéro, ce qui aboutit à la Ford RS200.

#### Modèles commerciaux
L'Escort fourgonnette deux portes a été vendue pour la première fois en février 1981, une introduction légèrement retardée en raison des stocks importants restants de l'Escort Mark II fourgonnette. La fourgonnette a des doubles portes arrière et de petites fenêtres latérales inhabituelles derrière les portes avant, nécessaires pour offrir une meilleure visibilité d'angle mort qui serait autrement limitée par l'utilisation des courtes portes avant de l'Escort cinq portes. Le principal changement technique concernait la suspension arrière - à savoir l'utilisation d'un essieu à poutre solide sur des ressorts à lames à la place de la configuration entièrement indépendante trouvée sur les modèles à hayon et le break. Au lancement, la Mk3 fourgonnette était disponible en deux versions - capacité de 1 tonne (avec le moteur de 1,3) et capacité de 2 tonnes (avec le moteur de 1,6). Les deux versions étaient proposées en deux niveaux de finition - standard et «L», qui reflétaient les modèles de base et L des voitures.
Pour l'année modèle 1984, les options de moteurs ont été révisées, la version 2 tonnes étant disponible avec le moteur essence CVH de 1,3 L ou le moteur diesel de 1,6 L, tandis que la version 1 tonne a été réduite au moteur Valencia de 1,1 L. Les niveaux d'équipement ont été légèrement améliorés, la fourgonnette de base gagnant maintenant le meilleur tableau de bord de la spécifications «L» avec une boîte à gants qui s'ouvre, des bouches d'aération centrales et un ventilateur à 3 vitesses.
En Europe, encouragé par le succès des fourgonnettes récréatives comme le Matra Rancho, Ford a joué avec une version concept du fourgon, le "XRV", qui utilisait le moteur amélioré de la XR3 et un intérieur entièrement garni, mais Ford a décidé de ne pas le mettre en production.
Dérivé de la camionnette était une version pick-up de l'Escort, le Bantam, qui était produit en Afrique du Sud.

#### Amérique Latine

##### Argentine
En Argentine, la production de la Ford Escort débuta en 1986. Elle portait le nom de code usine "Erika-86", conjonction entre le nom de code de la 3e génération et l'année de lancement du modèle. Elle a également été assemblée au Venezuela. Le modèle a été lancé juste après la création de la holding AutoLatina, regroupement de Ford et de Volkswagen en Amérique Latine. Elle a été commercialisée en version "liftback" (hayon très incliné type R16) et break avec 3 et 5 portes, cabriolet et fourgonnette 2 portes. La fabrication a été arrêtée en 2002.

##### Brésil
- 1re génération (1983-1993)

La fabrication de la Ford Escort a débuté au Brésil en juillet 1983, avec trois et cinq portes. Pour mieux faire face à la chaleur tropicale, l'Escort brésilienne trois portes a été équipée de vitres arrière entre-ouvrables, contrairement à ses homologues européennes. Elle était équipée du moteur Ford CHT, dérivé du moteur Renault, de 1 341 ou 1 555 cm3. Les deux cylindrées de moteurs étaient également disponibles dans des versions à alcool avec une puissance légèrement plus élevée. Elle était à l'origine disponible en versions de base (Popular), L ou GL, avec des transmissions manuelles à quatre ou cinq vitesses. En octobre 1983, la luxueuse version Ghia a été ajoutée.
Ce modèle a été exporté en Suède, en Finlande, au Danemark et en Norvège de 1983 à 1986, sous le nom d'Escort LX, où elle a remplacé l'Escort L. La voiture avait une mauvaise réputation en Scandinavie, avec de graves problèmes de rouille et des problèmes avec les chemises humides du moteur conçu par Renault. Les moteurs ont également été conçus pour fonctionner avec de l'essence contenant de l'éthanol (15-20 %), ce qui entraîne des problèmes lors de l'utilisation d'essence pure. L'Escort LX brésilienne était également disponible en Suisse, uniquement avec l'option de moteur le plus gros.
Le Brésil a également reçu une version XR3 vers la toute fin de 1983, uniquement disponible avec une version du moteur de 1,6 litre fonctionnant à l'alcool. Mis à part les améliorations intérieures et extérieures, y compris des spoilers et des jantes en alliage de 14 pouces, le moteur de la XR3 produisait 83 ch (61 kW), un peu plus que les versions standards mais pas assez pour être considéré comme une voiture de sport. En avril 1985, l'Escort Cabriolet a été introduite. Elle était construite au Brésil en collaboration entre Ford et Karmann, le toit étant importé d'Allemagne.
- Restyling MY 1987

En 1987, la Ford Escort connaît son premier restyling, calqué sur la matrice européenne, avec des pare-chocs enveloppants, l'absence de calandre, des feux arrière lisses, et un nouvel habillage intérieur. L'Escort XR3 a gagné des vitres électriques, le moteur trois chevaux supplémentaires mais la voiture a perdu les feux antibrouillards dans le pare-chocs.
- Moteurs Volkswagen AP

Le plus grand changement est intervenu en 1989 avec la création de la holding AutoLatina (une entreprise commune entre Volkswagen do Brasil et Ford Amérique Latine). La Ford Escort va bénéficier des moteurs Volkswagen AP. L'AP1800, de 90 chevaux, est installé dans les versions GL des modèles Gol, Voyage et Parati, pour les versions GL et Ghia. Les sportives XR3 et XR3 Cabriolet obtiennent l'AP1800S de 99 ch, qui équipait les versions GTS de la Gol et GLS des Voyage et Parati. Le nouveau moteur Volkswagen a autorisé des performances beaucoup plus intéressantes, en particulier dans la version XR3 qui a gagné la sportivité qui lui manquait.
- 2e génération

La 2e génération est apparue fin 1992 (MY 1993), dans les versions cabriolet L, GL, Ghia, XR3 et XR3. Dès lors, les moteurs CHT ont commencé à utiliser la nomenclature "AE". La version L ainsi que la GL étaient équipées d'un moteur AE1600 ou, en option, de l'AP1800. La version Ghia n'était livrée qu'avec un moteur AP 1800. Toutes ces versions utilisaient encore un carburateur sur les moteurs essence et alcool. L'Escort XR3 était disponible avec un moteur essence AP2000i, doté de l'injection électronique multipoint Bosch LE-Jetronic (la même que sur la Gol GTi) développant 115 ch. Avec le lancement de la nouvelle génération d'Escort, l'ancienne génération est restée en production, ce qui a valu aux MY 1993 la nomenclature Hobby et le moteur AE1600.
À partir de 1994, tous les modèles produits au Brésil sont équipés de l'injection électronique.
Après moult divergences entre les deux constructeurs, Ford voulant limiter les ambitions de Volkswagen qui cherchait à reconquérir les parts de marché gagnées par la filiale de Fiat avec des investissements colossaux injustifiés, décida de se retirer de leur société commune AutoLatina. Le 1er janvier 1996, AutoLatina est passée sous la bannière unique de VW. Les moteurs VW vont continuer à être montés sur l'Escort pendant quelques mois.
En 1996, la production de l'Escort est transférée en Argentine pour faire place à la nouvelle génération de Fiesta. La gamme a perdu les versions cabriolets Ghia, XR3 et XR3. Seules les versions GL (équivalent de l'ancienne L) et GLX (équivalent de l'ancienne version GL avec quelques éléments de la Ghia) subsistent, équipées d'un moteur AP 1.8i. La version Racer, avec un moteur 2.0i, était destinée à remplacer la XR3, mais le modèle n'a pas rencontré de succès en raison de son niveau de finition simplifié, il n'y avait plus de sièges Recaro, la face avant banale et de nombreux éléments de confort de la XR3 avaient disparu. Toute la gamme a commencé à utiliser la calandre de forme ovale des versions européennes de 1992, les pare-chocs de la couleur de la carrosserie. Cette série n'a duré que 6 mois car les ventes s'effondraient.
- 3e génération

En toute fin d'année 1996, Ford présente la 3e génération de l'Escort (MY 1997) équipée de nouveaux moteurs Ford de la série Zetec, fabriquée au Royaume-Uni, mettant ainsi fin à toute collaboration avec Volkswagen et la version "Station Wagon".
L'Escort était jusqu'alors proposée en version 4 portes avec hayon. Avec la version break, Ford voulait se placer dans le créneau en pleine croissance des fourgonnettes familiales. Elle concurrençait directement les Volkswagen Parati, Chevrolet Corsa Wagon et Ipanema (Kadett SW) et surtout la Fiat Palio Weekend, leader du marché. Ford présente également une autre nouveauté, la version berline 5 portes. Avec la fin de la Ford Verona(*) en 1996, cette version a été intégrée dans la gamme Escort sous le simple nom "Sedan". 
En 1998, Ford lance la version deux portes de l'ancienne Escort RS avec les finitions GL et RS, équipées du moteur Zetec 1.8 16v comme le reste de la gamme. À la fin de l'année, les versions berline deux portes et GL sont abandonnées.
En 1999, Ford monte le nouveau moteur Zetec-Rocam 1.6L de 95 ch sur la berline et la SW, qui n'était jusqu'alors monté que sur la GL.
(*) : La version Escort berline 4 portes a été commercialisée sous le nom Verona de 1989 à 1996, puis baptisée simplement Escort Sedan.
- Fin de l'Escort

En fin d'année 2000, avec l'arrivée de la Ford Focus, remplaçante de l'Escort en Europe, le modèle RS, dont les ventes étaient à un niveau très bas à cause de son prix très élevé et d'un équipement insuffisant par rapport à la concurrence, est abandonné. Le reste de la gamme reste inchangé jusqu'à son abandon en 2003 après une présence de 20 ans au Brésil. La Focus prend définitivement sa place dans le segment du milieu de gamme.

#### Afrique du Sud
L'Escort était également disponible en Afrique du Sud, uniquement à hayon, à partir de mars 1981, avec les moteurs de 1,3 et de 1,6 litre. Les Escort sud-africaines ne diffèrent que légèrement des Escort européennes, en raison des réglementations locales sur le contenu des pièces. La XR3 y été également vendue, simplement connue sous le nom de Ford XR3 et plus tard XR3i, plutôt que sous le nom de Ford Escort XR3.

### Quatrième génération (1986–1992)

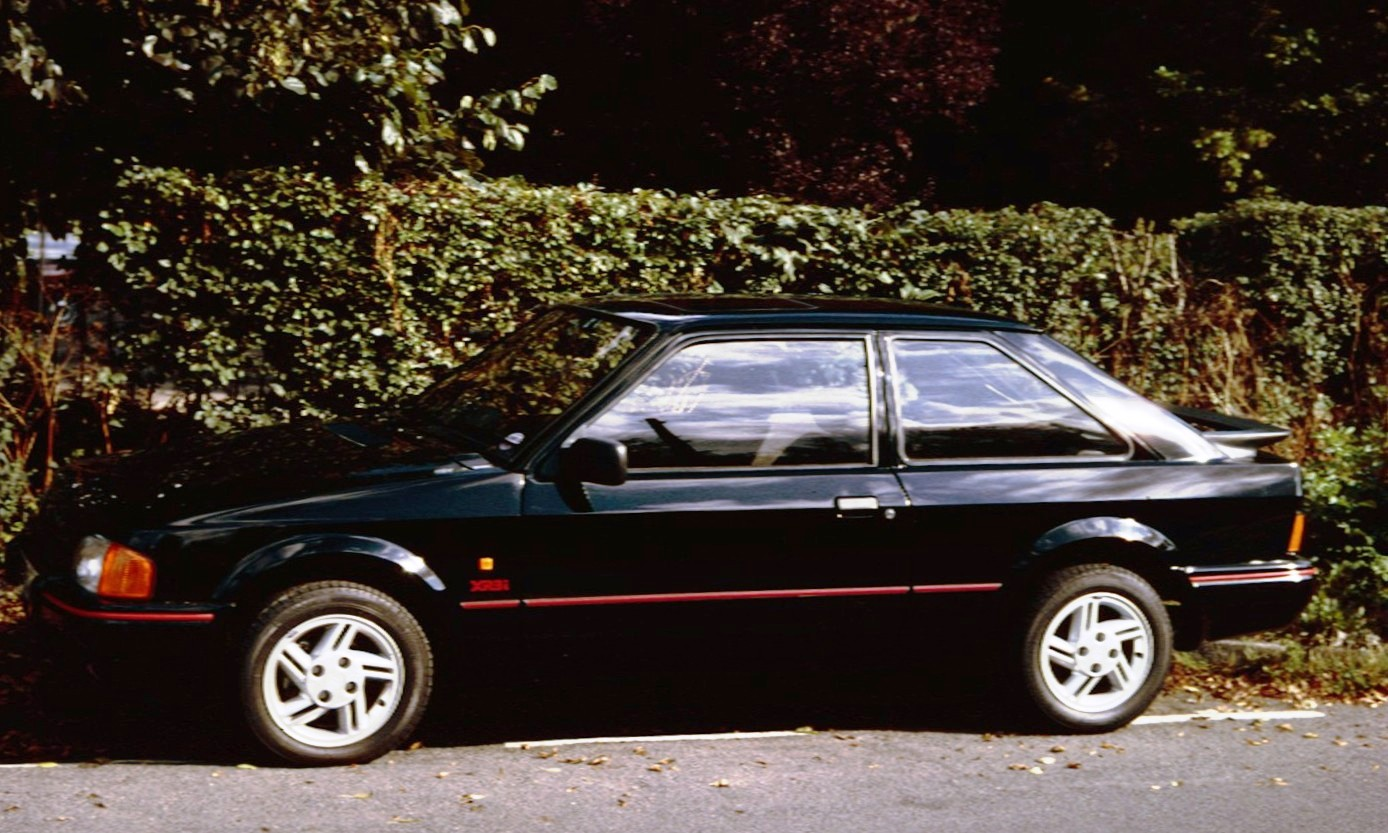
1986 Mark IV Escort XR3i.

La quatrième version de la Ford Escort est lancée en mars 1986, avec seulement un petit nombre de modifications. Bien que populairement considérée comme un modèle de quatrième génération sous le nom de « Mark IV », en interne, elle était considérée comme un lifting de la Mark III et portait par conséquent le nom de code «Erika-86».
Elle est instantanément reconnaissable, étant une version mise à jour du modèle précédent, prenant des indices de style de la Scorpio / Granada III récemment introduite - avec un nez lisse et des groupes de feux arrière lissés de style "déchiré". La voiture avait un intérieur révisé, avec de nouvelles poches pour cartes dans les portes, un nouveau tableau de bord, un nouvel appareillage et une toute nouvelle instrumentation complète, bien que le système de témoin de contrôle pour niveau de carburant bas, niveau d'huile bas, niveau de liquide de refroidissement bas, niveau de lave-glace bas et plaquettes de frein usées ait été abandonné. Les nouvelles fonctionnalités optionnelles comprenaient un système de freinage antiblocage mécanique (de série sur les modèles RS Turbo), un calculateur de carburant sur les modèles à injection et un pare-brise chauffant. Les principaux changements mécaniques ont été l'introduction d'un moteur CVH de 1,4 L à combustion pauvre (remplaçant l'ancien CVH de 1,3 L). Une version 1,3 L du moteur Valencia à soupapes en tête a été introduite pour les modèles de spécifications Popular et L, en plus de la version de 1,1 L. Un nouveau sous-châssis a été introduit pour le montage du groupe motopropulseur et pour lutter contre les critiques précédentes concernant le raffinement du groupe motopropulseur de la voiture d'origine, ainsi que d'autres ajustements des paramètres de suspension pour résoudre les problèmes de longue date avec les caractéristiques d'amortissement et de maniabilité de l'Escort. Initialement, des barillets de serrure Chubb AVA ont été montés sur les modèles rénovés de 1986, mais ils ont rapidement été remplacés par le type Tibbe comme sur la Ford Orion.
Ces changements étaient les bienvenus à un moment où l'Escort était confrontée à une foule de nouvelles concurrentes ; General Motors avait sorti une nouvelle version de l'Opel Kadett / Vauxhall Astra 18 mois plus tôt, peu de temps après que Volkswagen ait présenté la Golf Mk II et que British Leyland ait lancé l'Austin Maestro, tandis que la Peugeot 309 produite en Grande-Bretagne était commercialisée quelques semaines seulement avant la mise à jour de l'Escort. Les nouvelles concurrentes Fiat Tipo et Renault 19 ne viendront que deux ans plus tard.
En 1987, la finition LX a été introduite, située entre les modèles L et GL.
Les voitures de l'année modèle 1989 ont subi des changements majeurs dans la gamme de moteurs, la cylindrée du moteur diesel a été portée à 1,8 L. Les modèles d'entrée de gamme de 1,1 L et 1,3 L ont été mis à jour avec la version HCS de la famille de moteurs Kent / Valencia développée pour la Fiesta Mk III. Sur les moteurs CVH de 1,6 L à injection, un système d'injection électronique développé par Ford a remplacé le système d'injection de carburant Bosch K-Jetronic dans la XR3i et l'Orion Ghia à injection. D'autres changements pour les modèles de 1989 étaient l'ouverture de calandre légèrement modifiée (maintenant commune à l'Escort et à l'Orion) tandis que le badge Escort à l'arrière changeait pour paraître plus moderne ainsi que quelques retouches mineures de garniture et des mises à niveau d'équipement sur tous les modèles - les modèles «L» avaient maintenant du verre teinté et un toit ouvrant en standard.
Ford a donné à la berline Orion basée sur l'Escort une cure de jouvence similaire. La boîte automatique à 3 rapports a été reportée de la gamme précédente, qui a finalement été remplacée à la fin de la production par une variante de la boîte de vitesses en continu CTX utilisée pour la première fois dans la Fiesta quelques années plus tôt.
L'année modèle 1990 a vu des niveaux d'équipement considérablement améliorés sur l'ensemble de la gamme, avec tous les modèles, sauf les modèles Popular de base, équipés d'un toit ouvrant de série, et la GL gagnant des vitres et des rétroviseurs électriques. Le printemps 1990 a vu les dernières révisions - la Popular a maintenant acquis une radio-cassette et une boîte de vitesses à 5 rapports, tandis que les convertisseurs catalytiques et l'injection de carburant à point central étaient désormais disponibles sur les moteurs CVH de 1,4 L et 1,6 L.

#### Éditions spéciales
Dans le cadre de l'année de rupture de la plate-forme Erika des Escort et Orion après une décennie de production, plusieurs modèles notables en édition spéciale ont été créés - une luxueuse Orion 1600E avec sièges en cuir, injection de carburant, jantes en alliage et la plupart des extras en option de série pour 1989 et 1990. Au total, 1 600 unités ont été fabriquées. La "Bonus" était essentiellement une Popular 1.3 3 portes, mais avec une peinture métallique et un essuie-glace du hayon en standard. L'Escort Eclipse (basée sur la LX 1.3) est équipée de vitres électriques, de jantes en alliage, d'un becquet de coffre et est uniquement disponible en deux couleurs - Amalfi Blue or Flambeau Red (teintes qui étaient auparavant réservées à la XR3i) était vendue jusqu'à l'arrêt du modèle en septembre 1990.
Malgré l'apparition de la nouvelle génération d'Escort, les stocks de Mk.4 des concessionnaires sont bien restés disponibles dans l'année suivante - au Royaume-Uni, un petit nombre ont été enregistrés avec des plaques d'immatriculation avec le préfixe "J" indiquant une date d'immatriculation post-août 1991 - un an après la fin de la production.

#### Lieux de fabrication
Pour les marchés européens, les Ford Escort ont continué à être assemblées à Halewood, près de Liverpool, et à l'usine ouest-allemande de Saarlouis. Les ventes ont été fortes tout au long de la décennie et, à la fin des années 1980, la production de l'Escort a également commencé à l'usine Ford de Valence en Espagne, établie à l'origine pour la production de Fiesta. La production européenne s'est terminée en 1990, bien que les stocks du modèle, en particulier les variantes XR3i et RS Turbo, n'aient été écoulés qu'en 1992.
À ce moment-là, la production de l'Escort a aussi été arrêtée en Afrique du Sud et remplacée par les Laser et Meteor dérivées de la Mazda 323. Cependant, le pick-up Bantam basé sur l'Escort est resté en production, rénové et également vendu en tant que Mazda Rustler.

#### Amérique latine
Les Escort brésiliennes n'ont été introduites que peu de temps après les versions originales européennes, en août 1987. Au début, seul le moteur CHT de 1,6 litre était disponible, fonctionnant à l'alcool ou à l'essence et dans une version XR3 plus puissante fonctionnant uniquement à l'alcool. La puissance a légèrement augmenté par rapport à la génération précédente. À partir de mai 1989, le moteur AP de 1,8 L de Volkswagen est devenu disponible. Cela faisait partie de l'accord AutoLatina, où les moteurs CHT de Ford étaient utilisés dans les voitures de Volkswagen et vice versa. Les moteurs de 1,0 L et 1,6 L étaient tous des moteurs CHT de Ford. Toutes les escortes fabriquées après 1993 étaient à injection de carburant, à l'exception des modèles Hobby. De plus, toutes les versions du modèle Mark IV ont été fabriqués jusqu'en 1992, à l'exception du Hobby qui a été fabriqué jusqu'en 1996.
Au Brésil, cette génération n'était construite qu'avec trois portes, bien que le modèle à cinq portes fût produit en Argentine. L'avènement du Mercosur a ouvert la porte au commerce avec les voisins du Brésil. Fin 1991, pour l'année modèle 1992, le modèle à cinq portes de fabrication argentine est devenue disponible au Brésil sous le nom "Escort Guarujá" (du nom d'une ville de l'État de São Paulo). Cela n'était disponible qu'avec une version catalysée du moteur "AP" de 1,8 litre et un équipement de haute qualité, y compris le becquet arrière couleur carrosserie de la Ghia et des jantes en alliage distinctes à huit trous. La Guarujá était la première voiture catalysée à être construite en Argentine, bien qu'elle ne soit pas disponible sur son marché d'origine. Elle s'est bien vendue au départ, menant toutes les autres importations en janvier 1992. Cependant, les produits argentins avaient une faible réputation au Brésil à l'époque et la Guarujá n'est restée sur le marché que pendant environ un an. Le moteur Volkswagen plus puissant a finalement permis à la XR3, désormais avec 99 ch (73 kW), de tenir les promesses faites par son apparence. En 1990, la XR3 a gagné des jupes et des ailes couleur carrosserie.
La production argentine avait commencé en 1988 avec de nombreuses pièces importées du Brésil, bien que le modèle à cinq portes y fût disponible dès le début et que les options de moteur différaient. Les versions originales étaient la GL et la Ghia, toutes deux équipés du moteur CHT de 1,6 litre; ceux-ci ont ensuite été remplacés par le moteur AP 1,6 L de Volkswagen (non utilisé dans les Escort brésiliennes) dans l'Escort LX 1.6 et la Ghia SX après un peu plus d'un an. Il y avait aussi la Ghia S de 1,8 litre - proche des spécifications de la version d'exportation Guarujá avec la climatisation disponible - et la sportive XR3. Le cabriolet était disponible, expédié entièrement construit à partir du Brésil. La quatrième génération d'Escort est restée en production en Argentine jusqu'en 1994.
En 1993, la version Escort Hobby a été introduite au Brésil, utilisant un moteur de 1,0 L de 50 ch (37 kW). Il s'agissait d'une version à petit calibre dérivée du moteur CHT de 1,3 L utilisé dans la Mk III brésilienne. Ce moteur était unique au Brésil, tandis que le moteur de 1,1 L était le plus petit moteur disponible sur la plupart des marchés. Le moteur de 1,0 L était moins puissant, mais économe en carburant. Le Brésil a un allégement fiscal spécial pour les voitures avec des moteurs de moins d'un litre, ce qui en fait un segment très contesté. L'Hobby n'a pas reçu de badge Escort.
Il n'y avait pas de finitions avec un moteur de haute puissance au Brésil. L'Escort la plus puissante était l'Escort XR3 Formula de 1991 qui avait 105 ch (77 kW). L'ordinateur de bord n'était pas disponible au Brésil.

### Cinquième génération (1990–1997)

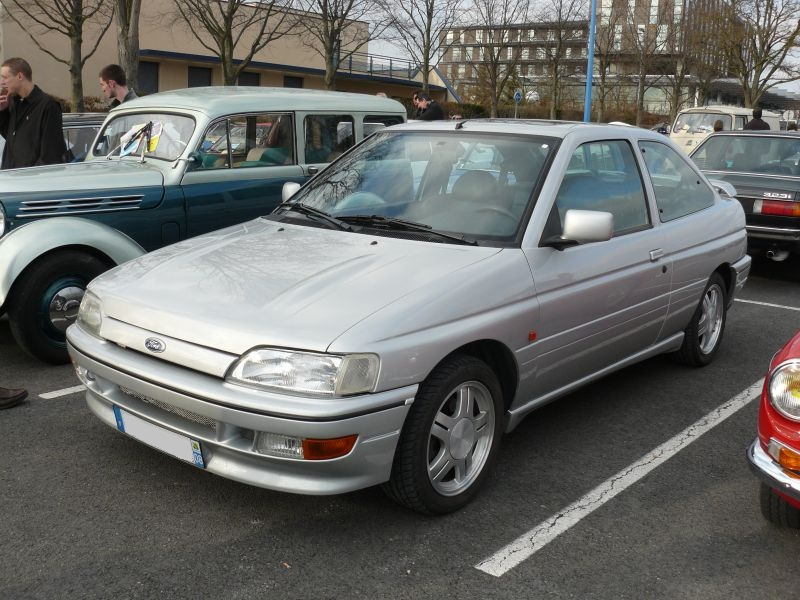
Ford Escort RS.2000 16V

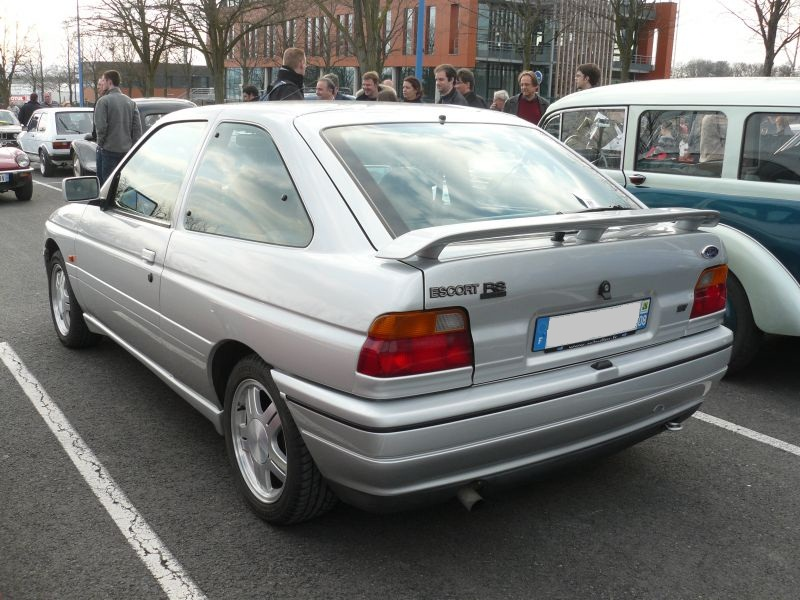
Ford Escort RS.2000 16V

L'Escort Mark V et la berline 3 volumes Orion Mark III ont été présentées en septembre 1990 avec une toute nouvelle carrosserie et une suspension arrière à poutre de torsion simplifiée (au lieu de la disposition entièrement indépendante de la Mark III). Initialement, les unités essences HCS de 1,3 L, CVH de 1,4 L et 1,6 L et diesel de 1,8 L ont été reprises de l'ancien modèle. Ce modèle a cependant été mal accueilli par la presse automobile et a été critiqué par les journalistes pour sa dynamique de conduite médiocre et son style banal. Les moteurs qui avaient été reportés de la génération précédente et en grande partie non modifiés ont également été fortement critiqués pour leur mauvais raffinement.
Début 1992, un tout nouveau moteur Zetec à 16 soupapes a été lancé, apportant une meilleure maniabilité, tout en marquant le retour de la XR3i qui était disponible avec deux versions du moteur Zetec de 1,8 L. La RS2000 de 150 ch (110 kW) est également apparue à l'automne 1991 avec une version 16 soupapes du moteur quatre cylindres en ligne de 2,0 L de la Sierra et avec une conduite et une maniabilité améliorées, ce qui signifie que cette version de l'Escort a finalement été délivrée sur la route. Les spécifications, cependant, étaient également plus élevées qu'auparavant. L'Escort était maintenant disponible avec des éléments tels que la direction assistée, les vitres électriques, le verrouillage central, les freins antiblocage électroniques et la climatisation. Certaines de ces options étaient même disponibles sur certains des modèles d'entrée de gamme.

#### Amérique du Sud
La cinquième génération d'Escort a été lancée en Amérique du Sud en décembre 1992, fabriquée au Brésil et en Argentine par AutoLatina, une co-entreprise entre Volkswagen et Ford. Le résultat de cette collaboration a été que ces Escort étaient équipées d'un moteur AP de VW dans les versions haut de gamme de 1,8 et 2,0 L, désormais équipées de pots catalytiques. La haut de gamme était l'Escort XR3i, équipée d'une version à injection de carburant multipoint du moteur AP de 2,0 L de VW générant 115 ch (85 kW). Les Escort d'entrée de gamme ont reçu le vieux moteur CHT de 1,6 litre dérivé de Renault avec 73 ch (54 kW), tandis que l'ancienne Mark IV continuait à être disponible sous le nom d'Escort Hobby, avec un moteur de 1,0 ou 1,6 litre.
Des berlines trois et cinq portes étaient disponibles, tout comme un cabriolet deux portes. En octobre 1993, la Ford Verona est apparue, il s'agit d'une Orion berline à malle rebadgée. La Verona n'était pas disponible en Argentine. Cette génération a également engendré deux voitures de la marque VW avec la même mécanique (mais des styles de carrosserie et des intérieurs différents) appelées Volkswagen Pointer (cinq portes à hayon) et Logus (une berline deux portes).
En 1996, juste avant d'être redessinée pour correspondre à la Mark VI européenne, la production brésilienne s'est arrêtée et l'Argentine est devenue le seul fabricant d'Escort en Amérique du Sud. Les voitures étaient exportées au Brésil et ailleurs. La Mark V rénovée n'a jamais été construite en Amérique du Sud.

#### Escort RS Cosworth
Début 1992 a vu le lancement de l'Escort RS Cosworth. Destiné à remplacer la Sierra Sapphire RS Cosworth (qui a terminé sa production peu de temps après) en tant que challenger inconditionnel de Ford en rallye ainsi que de rivaliser des supercars avec des acheteurs privés, elle utilisait le moteur Cosworth de 2,0 L turbocompressé à 16 soupapes, générant environ 227 ch (167 kW) et étant capable d'atteindre 240 km/h. En plus d'avoir quatre roues motrices, sa caractéristique la plus mémorable était son très grand becquet de hayon de style «queue de baleine».
Les 2 500 exemplaires de routes vendus (requis à des fins d'homologation) ont été fabriqués, mais la demande pour la voiture était si élevée que Ford a continué à les produire. Les modèles ultérieurs (depuis 1995) ont un turbo plus petit que les versions d'homologation et sont livrés avec le spoiler de style queue de baleine en option. L'Escort Cosworth a cessé sa production en 1996, mais elle a déjà atteint le statut de classique et a un énorme succès. Cependant, la voiture n'était pas mécaniquement une Escort, étant basée sur le plancher et les éléments mécaniques de la Sierra à quatre roues motrices, y compris son moteur monté longitudinalement, et c'était simplement une Sierra habillée de panneaux de carrosserie pour ressembler à une Escort Mark V.

#### Moteurs
- HCS 1,3 L (1 297 cm3) de 60 ch (44 kW)
- CVH CFi 1,4 L (1 392 cm3) de 71 ch (52 kW)
- CVH EFi 1,4 L (1 392 cm3) de 75 ch (55 kW)
- CVH G/H 1,6 L (1 597 cm3) de 90 ch (66 kW)
- CVH EFi 1,6 L (1 597 cm3) de 105 ch (77 kW)
- Zetec EFi 1,6 L (1 598 cm3) de 90 ch (66 kW)
- Zetec EFi 1,8 L (1 796 cm3) de 105 ch (77 kW)
- Zetec EFi 1,8 L (1 796 cm3) de 115 ch (85 kW)
- Zetec EFi 1,8 L (1 796 cm3) de 130 ch (96 kW)
- Endura D D 1,8 L (1 753 cm3) de 60 ch (44 kW)
- Endura D TD 1,8 L (1 753 cm3) de 70 ch (51 kW)
- Endura D TD 1,8 L (1 753 cm3) de 75 ch (55 kW)
- Endura D TD 1,8 L (1 753 cm3) de 90 ch (66 kW)
- Quatre cylindres en ligne EFi DOHC 2,0 L (1 998 cm3) de 150 ch (110 kW)
- Cosworth YBT 2,0 L (1 993 cm3) de 227 ch (167 kW)
- AP de VW 1,8 L (1 781 cm3) de 96 ch (71 kW)
- AP de VW 2,0 L (1 984 cm3) de 116 ch (85 kW)

#### Lifting

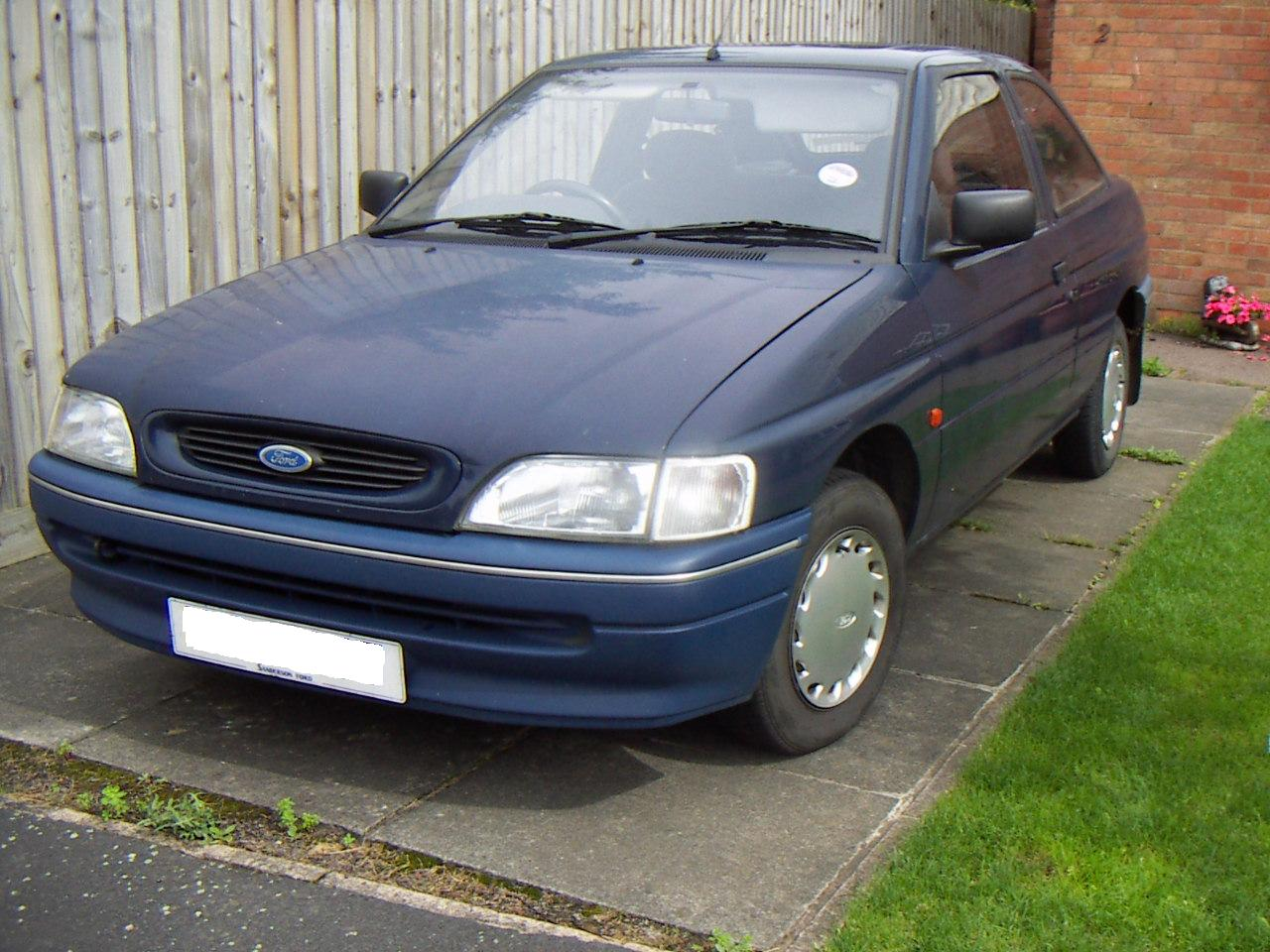
Ford Escort Mark Vb

Piqué par la critique de la Mark V originale (qui était toujours extrêmement populaire malgré les critiques de la presse automobile sur son style, sa conduite et sa maniabilité), Ford a rénové l'Escort et l'Orion en septembre 1992, donnant aux voitures révisées une nouvelle calandre, un nouveau capot et, dans le cas des Escort cabriolet et à hayon, une nouvelle partie arrière. Un nouveau moteur Zetec de 1,6 L à 16 soupapes et 90 ch (66 kW) a été introduit, remplaçant le moteur CVH précédent. L'injection de carburant était désormais standard sur tous les modèles essence, et Ford a présenté une variante à quatre roues motrices de la RS2000, offrant une maniabilité nettement améliorée par rapport à ses cousines à traction avant. Une première pour l'Escort qui a également vu l'introduction de freins à disque sur les quatre roues de série sur tous les modèles RS2000 et XR3i.
Les moteurs essence CFi de 1,3 L et 1,4 L et les moteurs diesel de 1,8 L sont également nouveaux en 1993.
En septembre 1993, le nom Orion a été retiré, la berline à malle prenant le badge Escort. La XR3i a été arrêtée plusieurs mois plus tard, début 1994.
La structure de collision de l'Escort et de l'Orion a également été améliorée pour l'année modèle 1993 dans le cadre du lifting, avec des barres d'impact latérales, une cage de sécurité renforcée, des zones de déformation améliorées et des prétensionneurs de ceinture de sécurité avant et, pour l'année modèle 1994, des airbags ont été ajoutés à la gamme Escort. Cette Escort a été la première Ford européenne après la Mondeo à disposer d'un airbag; peu de temps après, un airbag conducteur est devenu la norme dans toute la gamme Ford, de nombreux autres modèles ayant un airbag passager comme équipement au moins en option. La production a pris fin en 1995, bien que les stocks comprenant l'Escort, l'Escort L, la Ghia et la Si se soient poursuivis jusqu'en 1996 et se soient terminés en 1997.

### Sixième génération (1995–2002)
La Ford Escort a été révisée en janvier 1995, bien qu'elle soit toujours basée sur le modèle précédent. Cette version avait de nouveaux feux avant, un nouveau capot, de nouvelles ailes avant, de nouveaux pare-chocs avant et arrière, de nouveaux rétroviseurs, des nouvelles poignées de porte et 4 calandres de radiateur avant différentes (avec les styles : lamelles, nid d'abeille, cercles et chrome). À l'arrière, le logo Ford s'est déplacé depuis la droite vers le centre du coffre, à l'exception de la camionnette et de certains modèles décapotables. L'intérieur de la voiture a également été considérablement révisé à la suite de vives critiques de la voiture d'origine de 1990 qui présentait des plastiques de mauvaise qualité pour ses moulures intérieures - la voiture présentait désormais un tout nouvel agencement de tableau de bord de qualité compétitive. Cependant, la voiture sous-jacente avait maintenant cinq ans et la plupart de ses rivales étaient neuves ou devaient être remplacées sous peu.
Les deux moteurs d'entrée de gamme ont été révisés - le moteur de 1,3 L a reçu la dernière version de la famille de moteurs Kent / Valencia - l'Endura-E des Fiesta Mk IV et Ka récemment lancées, tandis que le CVH de 1,4 L a été remplacé par l'unité CVH-PTE mise à jour. Il n'y a eu aucun changement au vénérable diesel de 1,8 L ou aux Zetec de 1.6 / 1,8 L dans le haut de gamme. La version iB5 améliorée de la vénérable transmission BC Series a également été introduite plus tard comme un changement en cours de production.
Dynamiquement, la maniabilité et la conduite ont également été beaucoup améliorées avec une suspension révisée par rapport à celle des modèles Mark V précédents. Le modèle sportif "Si" avait une suspension légèrement plus rigide que les variantes Encore, LX et Ghia, bien que la Si fût par ailleurs la même que la LX avec quelques améliorations standard supplémentaires, principalement esthétiques, telles que des spoilers avant et arrière (qui étaient également disponibles en tant qu'options sur la LX), des sièges sport et des instruments de tableau de bord à face blanche. Certains niveaux de finition spéciaux de l'Escort incluent: Calypso Cabriolet, Freedom, Serenade et Mexico.
Les modèles RS.2000 ont cessé leur production en juin 1996 et ont été les dernières Escort à porter le célèbre badge RS. Le badge RS n'a pas refait surface jusqu'à l'arrivée de la Focus RS en 2002. Un nouveau modèle, la Ghia X, a été introduit vers 1996, qui comprenait la climatisation et un changeur automatique de 6 CD en standard. Bien que l'équipement de la Ghia, en dessous, ait été réduit, elle était désormais plus abordable.
Le dernier modèle «standard» à être introduit en 1997 était la GTi - la seule Ford avec le badge GTi jamais vendue en Europe. Cela utilisait le même moteur Zetec-E 1,8 L de 115 ch (85 kW) que l'on trouve dans d'autres voitures de la gamme, mais comprenait un kit carrosserie emprunté au modèle RS.2000 maintenant annulé, des sièges en cuir et le montage standard de l'ABS. La GTi était disponible en versions à hayon 3 et 5 portes et break.
Au Chili, pour éviter toute confusion avec l'Escort du marché américain qui était vendue à ses côtés, cette génération était vendue sous le nom d'«EuroEscort» pendant plusieurs années.

#### Escort Classic
En 1998, Ford a annoncé une toute nouvelle voiture, la Focus, qui a remplacé l'Escort et a remplacé le nom «Escort» qui était en usage depuis 30 ans. La gamme Escort a été réduite aux éditions "Flight" et "Finesse", et vendue pendant encore deux ans en parallèle avec la Focus. Tous les moteurs, à l'exception de l'essence de 1,6 L et du turbo diesel de 1,8 L, ont été abandonnés, de même que les carrosseries à hayon trois portes, berline quatre portes et cabriolet (sauf en Europe continentale, en Nouvelle-Zélande, en Afrique du Sud et en Amérique du Sud).
La Flight coûtait 10 380 £ et offrait des vitres avant électriques, un ventilateur à trois vitesses et un lecteur cassette. Pour 1 000 £ supplémentaires, la Finesse ajoutait des jantes en alliage, la climatisation, un lecteur CD, des phares antibrouillard et de la peinture métallique. Les prix plus compétitifs ont permis de maintenir les ventes d'Escort européennes jusqu'à ce que la dernière quitte la chaîne de montage de Halewood en juillet 2000, bien que les stocks restants aient été vendus en 2001, ce qui en fait la dernière voiture Ford à y être assemblée. Cette année-là, l'usine a été transférée à Jaguar pour la nouvelle berline X-Type, et à la suite de la fusion ultérieure avec Land Rover et de la vente de l'usine à Tata, Ford n'a plus qu'une petite présence à Halewood - conservant les travaux de transmission sur le site.

#### Fourgon
La variante fourgon est restée en production dans une usine située derrière l'usine Jaguar de Halewood jusqu'en 2002, date à laquelle le nouveau modèle Transit Connect a été introduit. Les Escort berline et break ont été produites en Argentine jusqu'en 2004, après avoir été vendues aux côtés de sa successeur (la Focus) au cours des dernières étapes de la production. Les fourgons légers basés sur les Escort étaient proposés depuis 1968, bien que le secteur du marché, toujours plus important au Royaume-Uni qu'en Europe continentale, remontât au-delà des années 1950, lorsque les Ford Anglia successives étaient disponibles avec une variante fourgon. Après la disparition de l'Escort, Ford serait représenté dans ce créneau par le Ford Transit Connect assemblé en Turquie.

#### Nouvelle-Zélande
Bien que cette génération n'ait été vendue à aucun moment en Australie, elle a cependant été vendue en Nouvelle-Zélande, importée entièrement construite depuis le Royaume-Uni entre 1996 et 1998 dans toutes les carrosseries, y compris le fourgon, en remplacement de la Ford Laser. La berline à hayon et la berline à malle ont été abandonnées en 1999 en raison de taux de change défavorables - c'est également la raison pour laquelle la Laser a été réintroduite et que la Focus n'a été introduite sur le marché néo-zélandais qu'en 2003. Les Escort break et fourgon ont continué à être vendus sur le marché local jusqu'en 1999 jusqu'à ce que le stock du Royaume-Uni se tarisse, le break ayant un succès raisonnable en raison de l'absence d'un Laser break de remplacement après la fin de la production locale du Laser KE break des années 1980 à 1996 obsolète. L'essence de 1,6 L ou 1,8 L et le diesel de 1,8 L étaient disponibles.

#### Moteurs
| Modèle                                | Année modèle | Moteur                                     | Cylindrée | Puissance                      | Couple                       | Vitesse de pointe | Système de carburant           |
| ------------------------------------- | ------------ | ------------------------------------------ | --------- | ------------------------------ | ---------------------------- | ----------------- | ------------------------------ |
| Endura-E CFi/H de 1,3 L               | 1995-1998    | Quatre cylindres en ligne OHV 8 soupapes   | 1 299 cm3 | 60 ch (45 kW) à 5 000 tr/min   | 101 N m à 2 500 tr/min       | 153 km/h          | Essence Injection de carburant |
| CVH-PTE EFi de 1,4 L                  | 1995-1998    | Quatre cylindres en ligne SOHC 8 soupapes  | 1 392 cm3 | 75 ch (56 kW) à 5 500 tr/min   | 106 N m à 2 750 tr/min       | 169 km/h          | Essence Injection de carburant |
| Zetec EFi de 1,6 L                    | 1995-2000    | Quatre cylindres en ligne DOHC 16 soupapes | 1 597 cm3 | 90 ch (67 kW) à 5 500 tr/min   | 134 N m à 3 000 tr/min       | 177 km/h          | Essence Injection de carburant |
| Zetec EFi de 1,8 L                    | 1996-1998    | Quatre cylindres en ligne DOHC 16 soupapes | 1 796 cm3 | 116 ch (87 kW) à 5 750 tr/min  | 160 N m à 4 500 tr/min       | 196 km/h          | Essence Injection de carburant |
| Zetec EFi de 1,8 L                    | 1996-98      | Quatre cylindres en ligne DOHC 16 soupapes | 1 796 cm3 | 130 ch (97 kW) à 6 250 tr/min  | 160 N m à 4 500 tr/min       | 200 km/h          | Essence Injection de carburant |
| RS2000 quatre cylindres en ligne DOHC | 1996         | Quatre cylindres en ligne DOHC 16 soupapes | 1 988 cm3 | 150 ch (112 kW) à 6 000 tr/min | 190 N m à 4 500 tr/min       | 210 km/h          | Essence Injection de carburant |
| Endura D D de 1,8 L                   | 1995-98      | Quatre cylindres en ligne SOHC 8 soupapes  | 1 753 cm3 | 60 ch (45 kW) à 4 800 tr/min   | 110 N m à 2 500 tr/min       | 152 km/h          | Diesel                         |
| Endura D TD de 1,8 L                  | 1995-98      | Quatre cylindres en ligne SOHC 8 soupapes  | 1 753 cm3 | 69 ch (51 kW) à 4 500 tr/min   | 135 N m à 2 500 tr/min       | 163 km/h          | Turbodiesel                    |
| Endura D TDi de 1,8 L                 | 1995-00      | Quatre cylindres en ligne SOHC 8 soupapes  | 1 753 cm3 | 90 ch (67 kW) à 4 500 tr/min   | 180 N m à 2 000–2 500 tr/min | 172 km/h          | Turbodiesel                    |

## Les Escort d'Amérique du Nord

### Première génération (1980-1990)

#### 1981

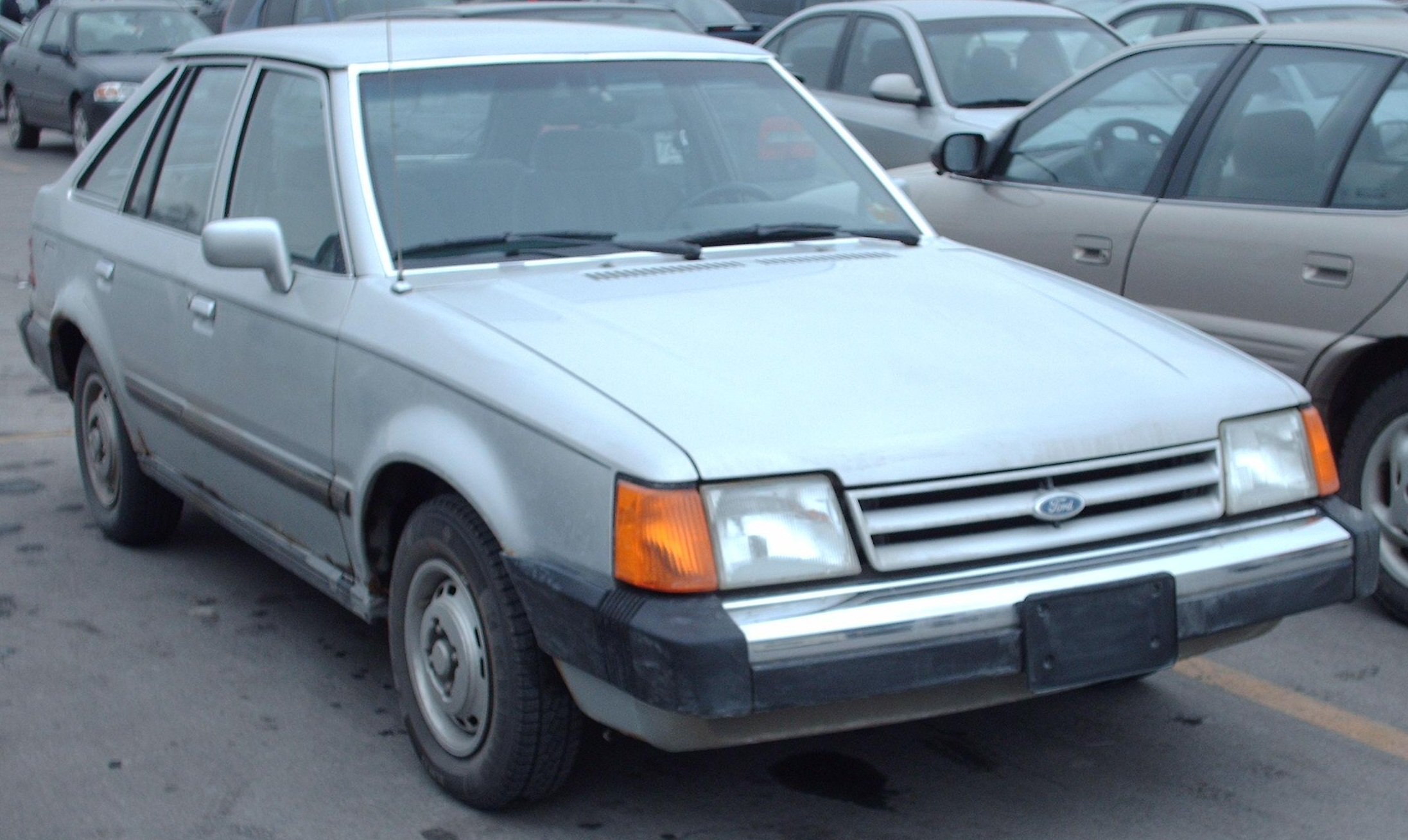
Ford Escort Amérique du Nord

Motorisation :
- 1,6 L CVH, 68 ch (51 kW)

#### 1985
Motorisations :
- 1,9 L CVH, 86 ch (64 kW)
- 1,9 L CVH, EFI, 108 ch (81 kW)

### Deuxième génération (1990-1996)

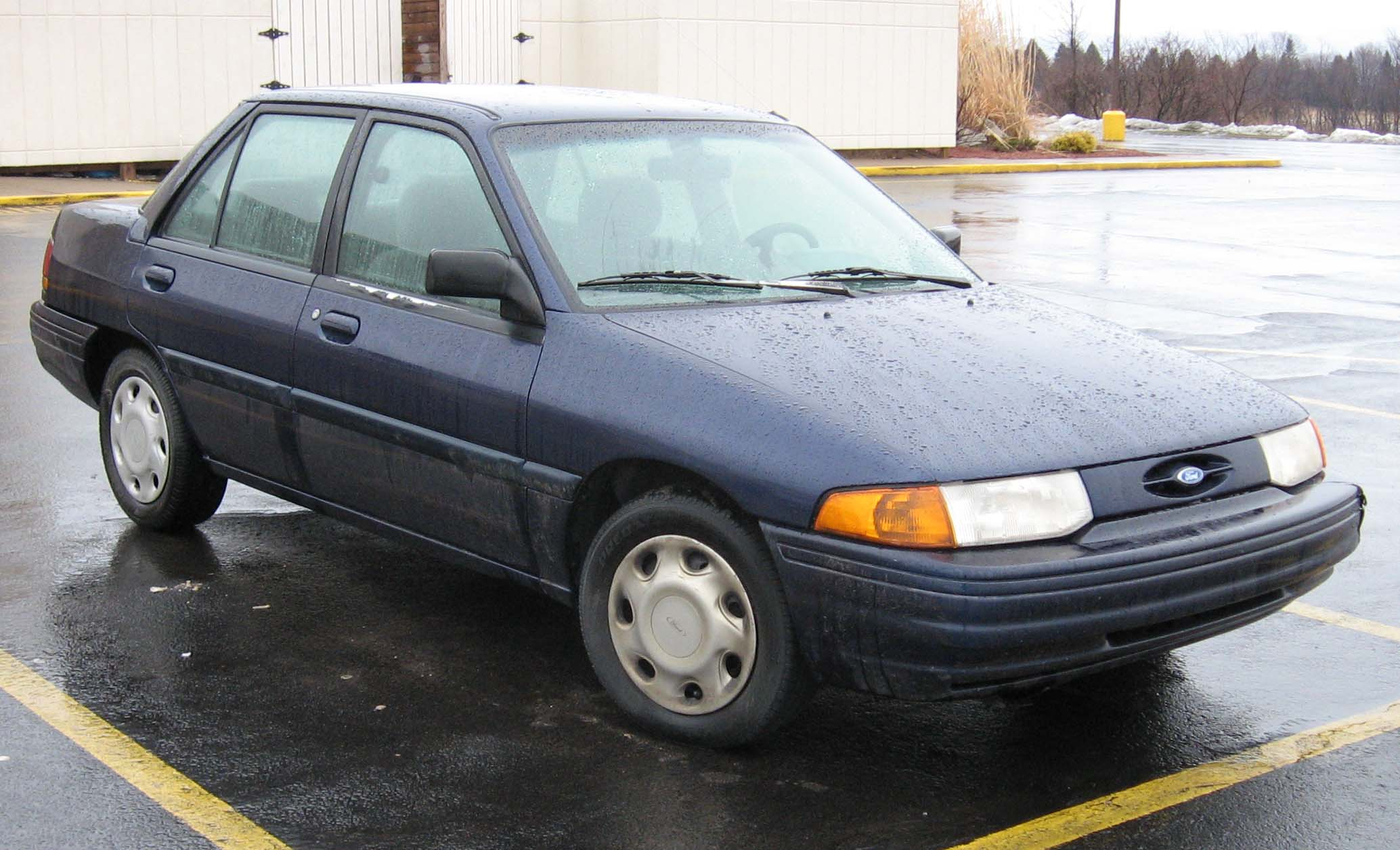
Ford Escort Amérique du Nord 1995-96

Motorisations :
- 1,9 L (1 868 cm3) CVH, SEFI I4, 88 ch (66 kW) 146 N m
- 1,8 L (1 835 cm3) MPFI I4, 127 ch (95 kW) 154 N m GT

### Troisième génération (1996-2002)

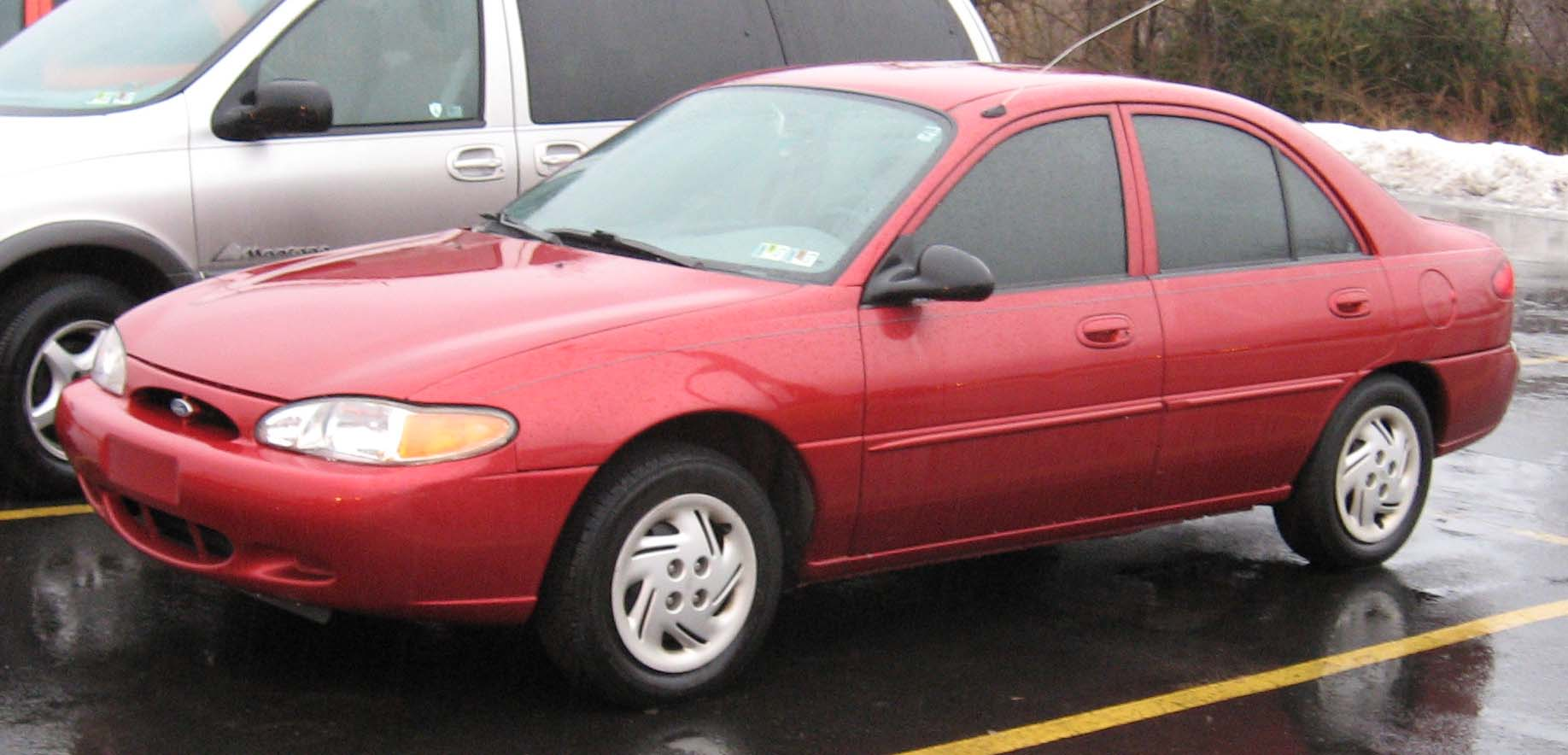
Ford Escort Amérique du Nord 1997-2001

Motorisations :
- 1997 2,0 L (1 986 cm3) SPI2000, SOHC I4, 110 ch (82 kW) 169 N m
- 1997 2,0 L (1 991 cm3) Zetec, DOHC I4, 130 ch (97 kW) 183 N m ZX2

### ZX 2

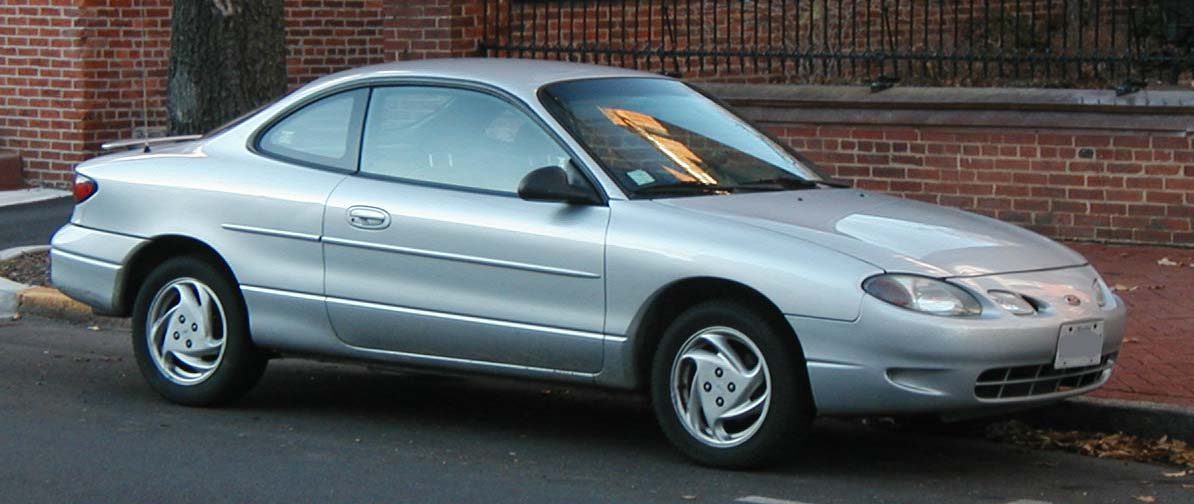
Ford ZX 2 coupé

Version coupé de l'escort. Elle disposait d'un moteur Zetec, un peu plus pointu que la variante de la Focus. Le modèle a disparu aux États-Unis en 2003, sans véritable remplaçante. Il faudra attendre 2007 et la nouvelle génération de Focus pour retrouver un coupé traditionnel 2 portes.

## Les Escort de Chine

### Ford Escort (2015 -)
Le nom Escort est de nouveau utilisé à partir de 2015 pour désigner une version chinoise de la Ford Focus.

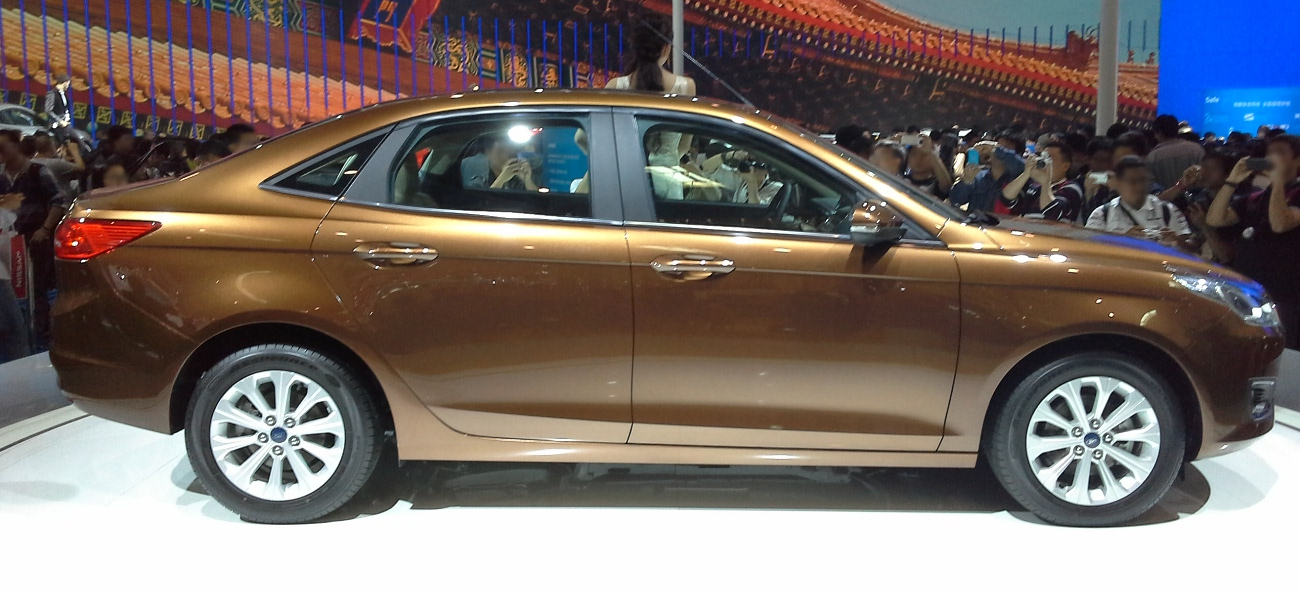
Ford Escort
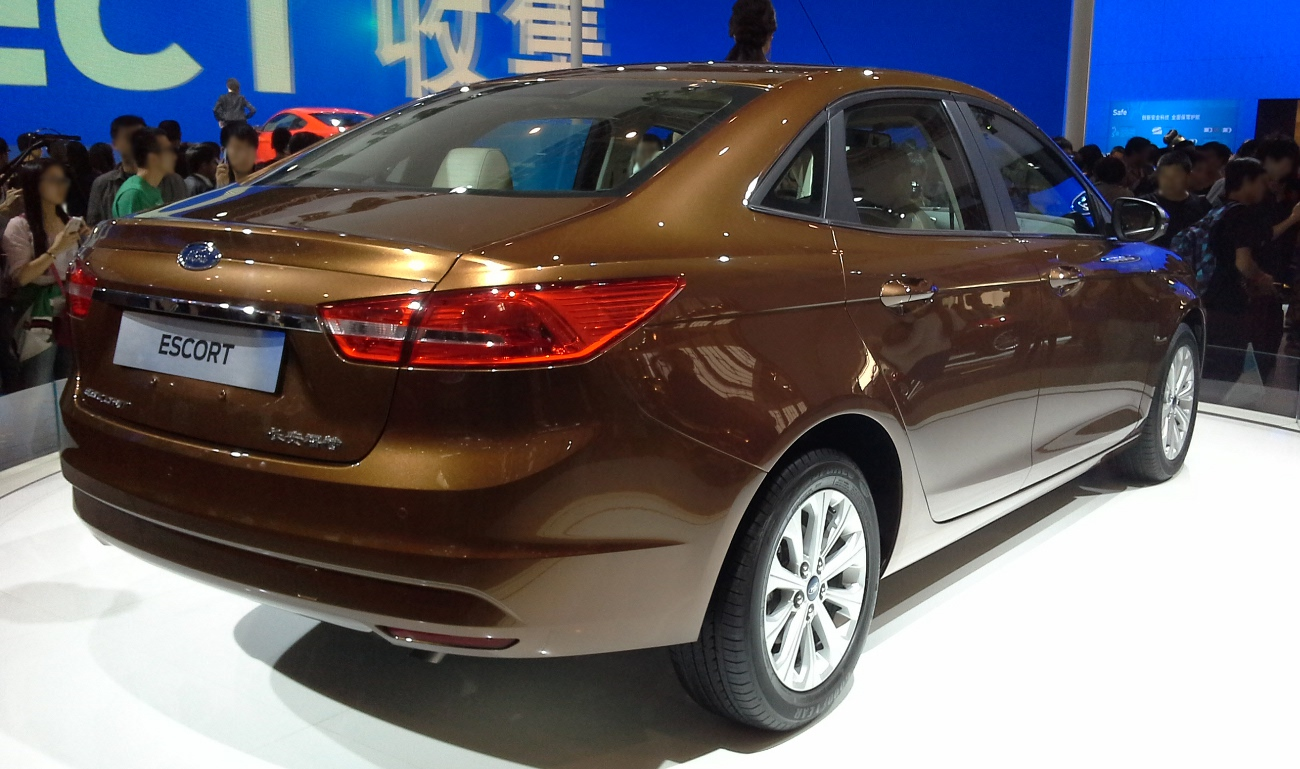
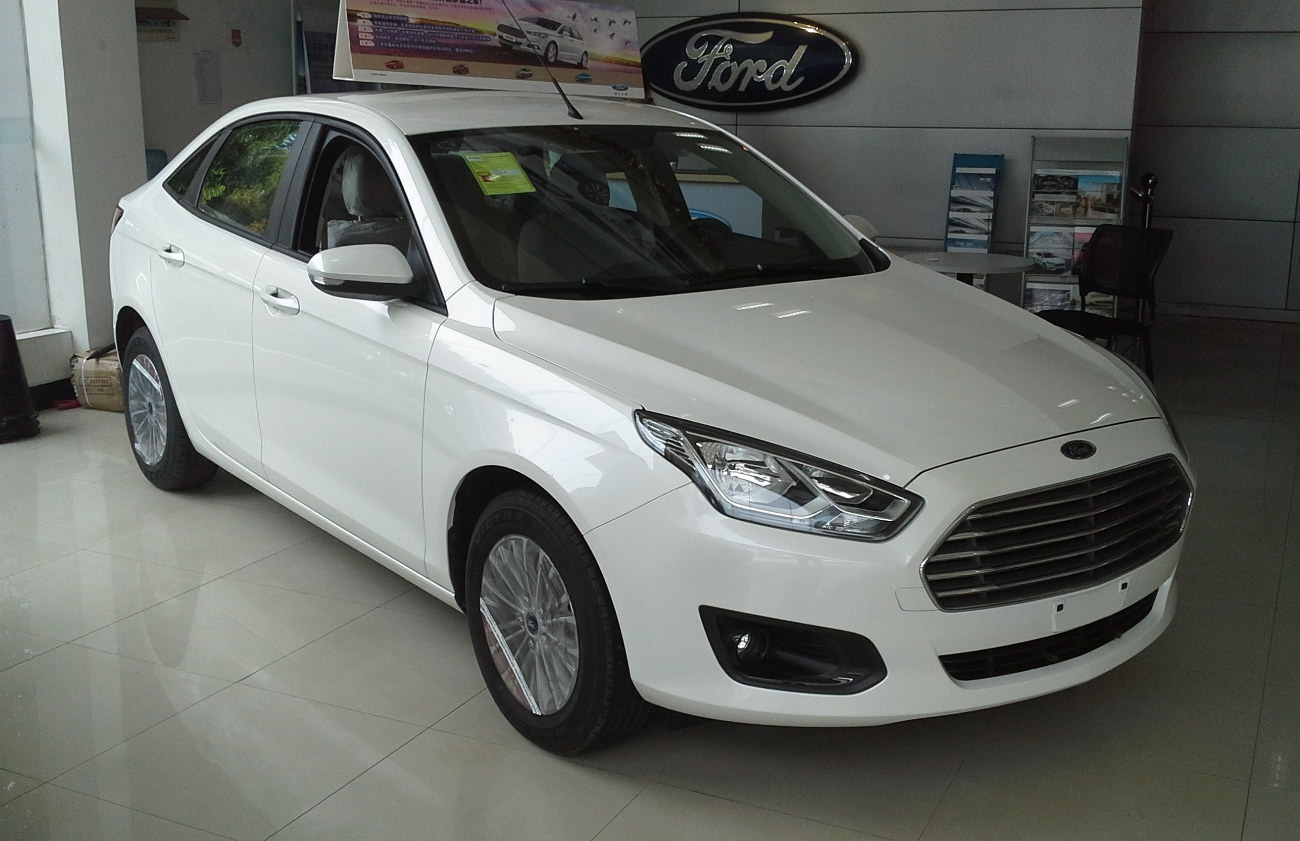

## Les Escort en rallyes

### Ford Escort (MkI) TC, Mexico et RS1600
En 1968, a été conçue une version plus performante pour les rallyes et la compétition : l'Escort "Twin Cam" est produite pour courir en Groupe 2 dans les rallyes internationaux. Le moteur Lotus-Ford Twin Cam provient de chez Lotus (1 558 cm3, 8 soupapes, double arbre à cames en tête): il avait été initialement développé pour la Lotus Cortina.
L'Escort Twin Cam a été Championne d'Europe des Marques en 1968 et 1969 pour Ford, avec les pilotes officiels Bengt Söderström (victoire au Rallye alpin d'Autriche 1968), Roger Clark (victoire au Rallye des Tulipes 1968, au Rallye de l'Acropole 1968) et Ove Andersson (et aussi la participation de la Cortina-Lotus en 1968), Hannu Mikkola s'imposant de son côté au Rallye des 1000 lacs 1968 et 1969 ainsi qu'à l'alpin d'Autriche 1969, et Gilbert Staepelaere au Tulipes et au Vltava tchèque en 1969.

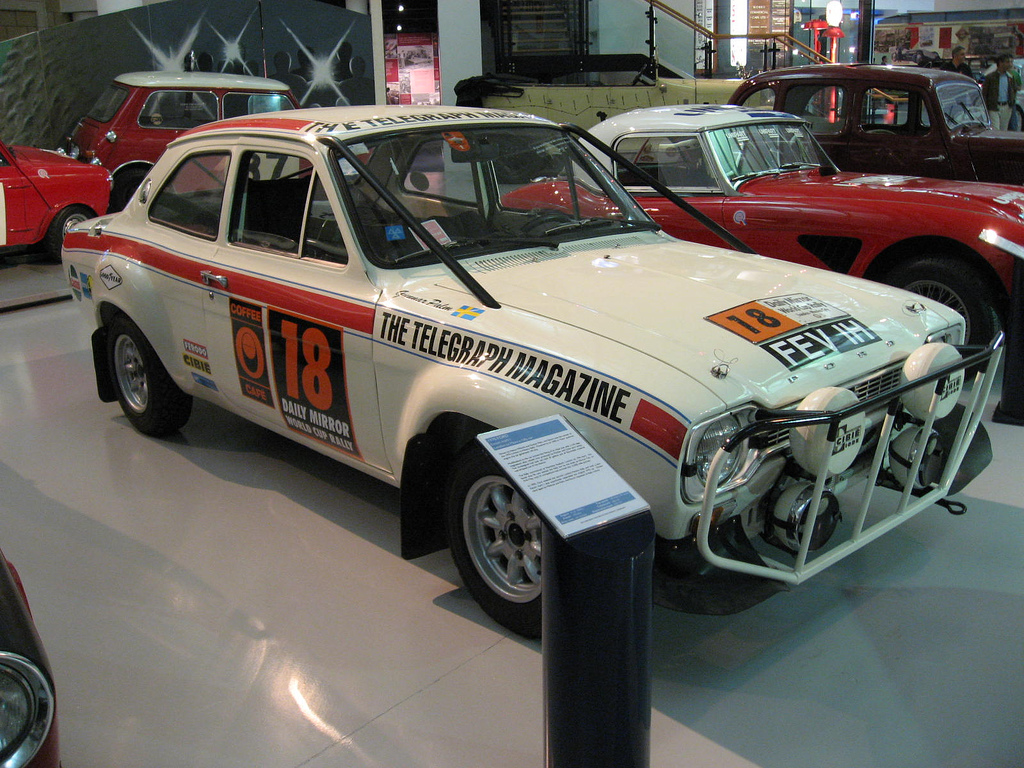
La Ford Escort de Hannu Mikkola, vainqueur en 1970 du rallye de la Coupe du Monde Londres-Mexico

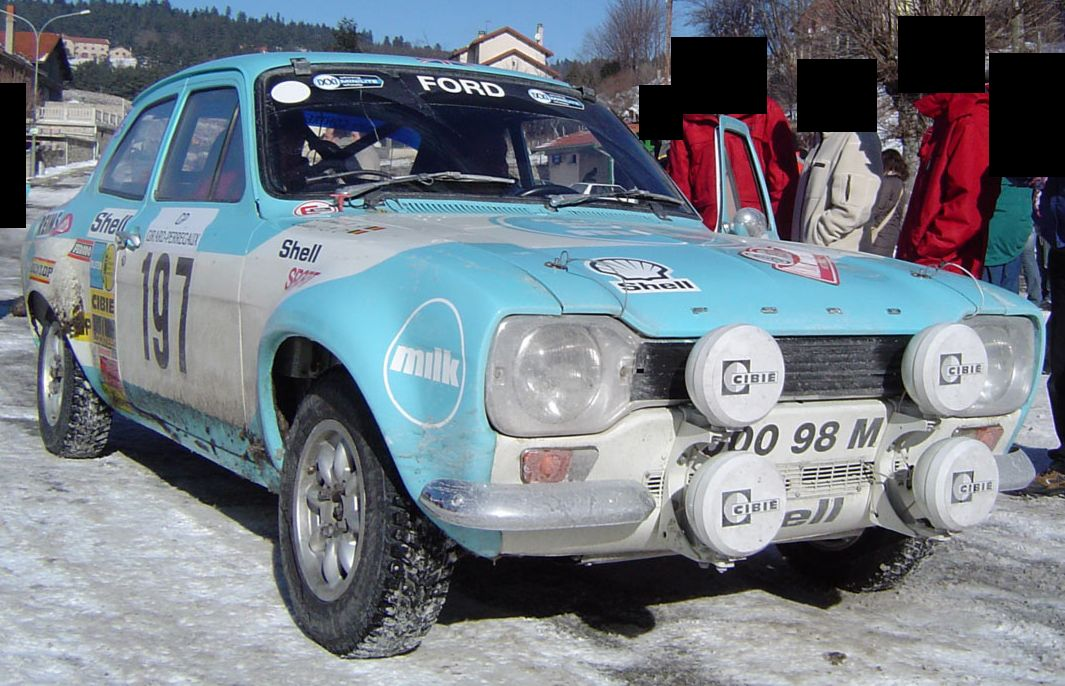
Ford Escort RS1600 en rallye

L'équipe Ford était pratiquement imbattable dans les années 1960 et au début des années 1970. Une de ses plus grandes victoires a été obtenue en 1970 au rallye de la Coupe du Monde Londres-Mexico, avec Hannu Mikkola et Gunnar Palm sur Ford Escort 1850 GT.
La fameuse Escort "Mexico" (moteur 1,6 L "Kent") est une édition spéciale lancée en l'honneur de la victoire de la voiture de rallye.
Comme la "Mexico", la RS1600 (RS désignant Rallye Sport) a été développée grâce à un moteur 1,6 L "Kent" 16 Soupapes; ce moteur -appelé Cosworth BDA- utilise une base de mototorisation pour Formule 3, et a de fait un grondement très distinctif.
Mikkola a également remporté avec la RS1600 le Rallye des 1000 lacs en 1970 (un an après Timo Mäkinen) ainsi que l'édition 1974, l'East African Safari au Kenya en 1972, et le Rallye de Nouvelle-Zélande en 1973. Après 1969 et une partie du championnat avec la version TC (Twin Cam) dans les mains de John Bloxham, de 1971 à 1974 la RS1600 a aussi obtenu quatre RAC British Rally Championship, dont deux avec Roger Clark (lauréat du RAC Rally 1972, avant les deux succès successifs de Timo Mäkinen) et un avec Billy Coleman. Le Circuit d'Irlande tombe aussi dans l'escarcelle du constructeur à cinq reprises grâce aux versions Twin Cam et RS1600, en 1968, 1969, 1970, 1971 et 1975, le Rallye d'Écosse à cinq autres (1968, 1971, 1972, 1973 et 1975), et le Rallye de l'île de Man "seulement" à quatre reprises (consécutivement de 1970 à 1973).
Les 3 victoires en WRC s'établissent comme suit: RAC Rally 1973 et 1974, et Finlande 1974. En Belgique Gilbert Staepelaere obtient 4 de ses 7 succès dans le Tour de Belgique avec une Twin Cam en 1968, 1969, 1970 et une 1600RS en 1972; Jean-François Piot est le principal pilote de la marque pour la France (Critérium de Touraine 1969, Critérium Jean Behra 1969, Rallye du Mont-Blanc 1970 et 1er en groupe 3 du Rallye Monte-Carlo 1972).
À noter: la RS1600 a de plus remporté le premier Championnat d'Europe de rallycross en 1973 avec John Taylor — pilote qui court désormais sur Escort depuis plus de 45 ans —, le Championnat d'Europe FIA des voitures de tourisme en 1974, avec l'allemand Hans Heyer, et antérieurement avec la Twin Cam le Deutsche Automobil Rundstrecken Meisterschaft (premier championnat d'Allemagne des voitures de tourisme) en 1969, avec Dieter Glemser, quatre autres titres consécutifs se succédant en Deutsche Rennsport Meisterschaft (deuxième championnat allemand tourisme) de 1973 à 1976 (deux pour Glemser, et deux autres pour Heyer).

### Ford Escort (MkII) RS1800 et RS2000

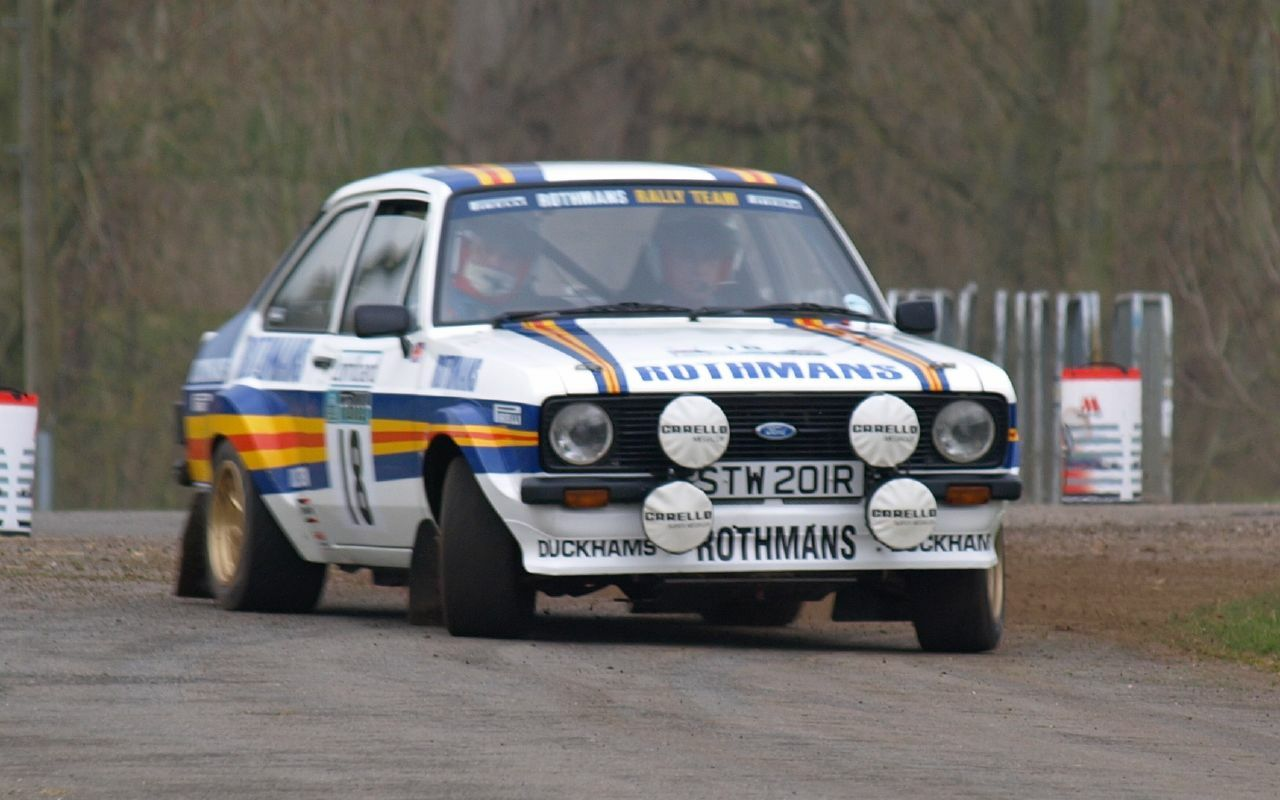
Escort RS1800 conduite en rallye historique en 2008 par Alan Watkins

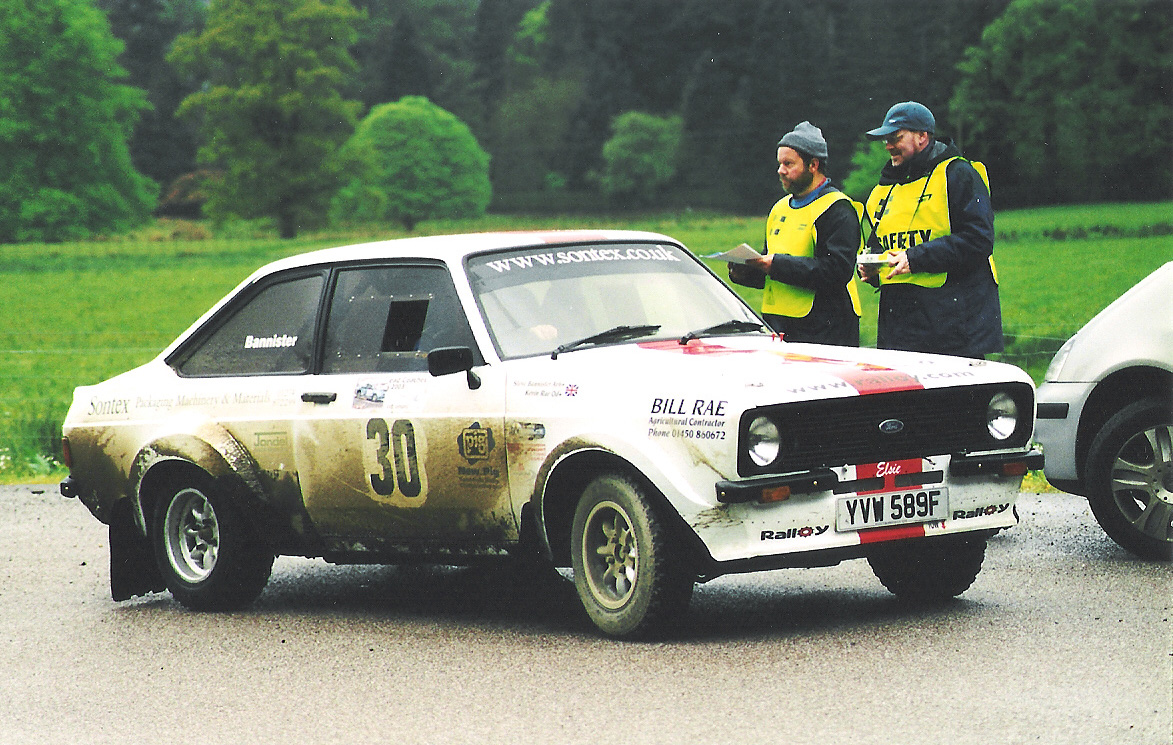
Une Escort Mk2 à un contrôle horaire.

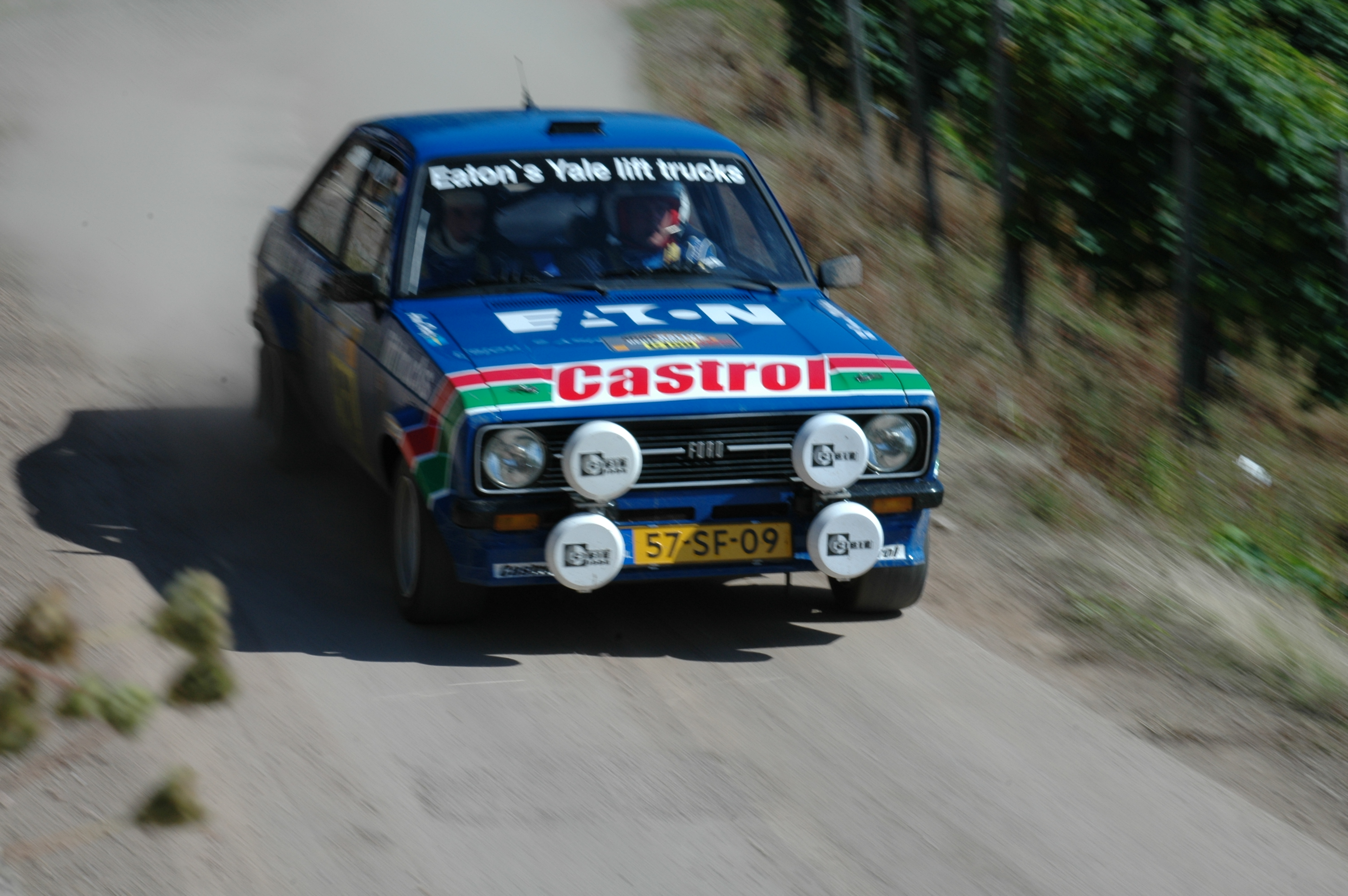
Escort RS1800 de H. Mikkola victorieuse au RAC en 1978.

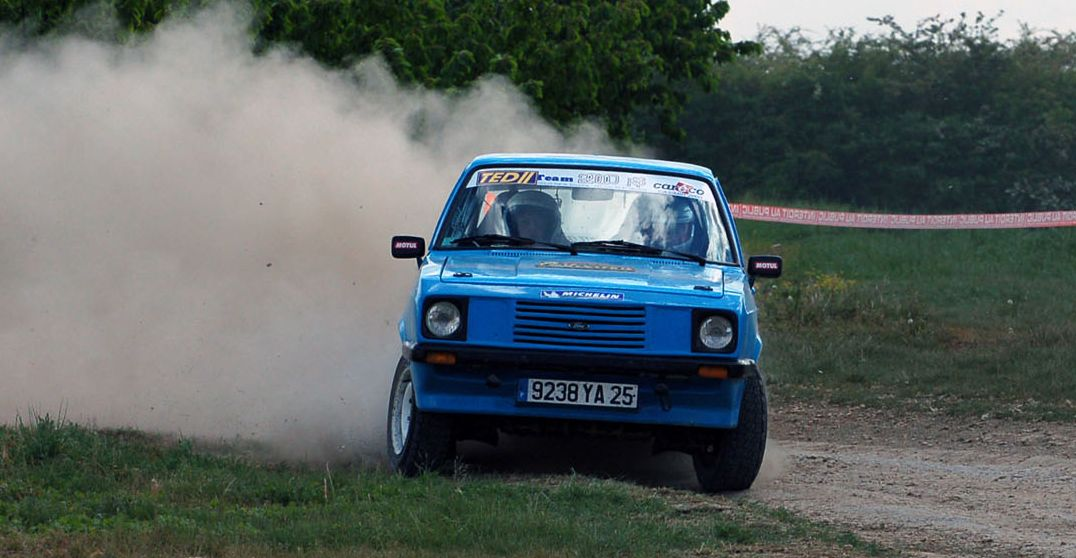
Ford Escort RS2000 en rallye

Comme avec la précédente mais avec désormais Stuart Turner aux commandes du service compétitions à la place d'Henry Taylor, l'Escort MkII a eu une belle réussite en rallye. Différents modèles ont existé : Sport (Moteur 1,6 L OHV "Kent"), RS "Mexico" (Moteur 1,6 L OHC "Pinto"), RS1800 (Moteur 1,8 L DOHC "Cosworth BDA"), RS2000 (2,0 L OHC " Pinto").
Le modèle RS1800 (Moteur BDA pour — Belt Drive Serie A — Cosworth) est conçu et développé pour faire de l'Escort une des meilleures voitures de rallye du moment.
L'Escort de rallye est une voiture très améliorée, caisse fortement renforcée, extensions d'ailes pour le passage de roues larges, et souvent par le montage de quatre longue portée pour les étapes de nuit.
Le moteur BDA sera porté à 2,0 L et produira jusqu'à 270 ch (201 kW, 274 ch) en 1979. Il a été complété par une transmission renforcée, une boite ZF cinq vitesses à crabots, des suspensions spécifiques et une multitude d'autres améliorations mineures.
Les Escort RS 1800 puis RS 2000, permettront à Ford de briller en rallye durant les années 1970 et au début des années 1980.
Durant le Championnat du monde des rallyes 1979, Björn Waldegård remporte le premier titre décerné à un pilote, devant ses équipiers Hannu Mikkola (deuxième) et Ari Vatanen (cinquième). Cette même année Ford sera Champion du monde des constructeurs.
Ce titre, malgré une présence quasi permanente au plus haut niveau, sera le seul jusqu'en 2006 (année où Marcus Grönholm et Mikko Hirvonen remportent le titre constructeur avec la Ford Focus WRC RS 06).
- Ari Vatanen remporte le titre des pilotes en 1981, une fois encore au volant d'une RS1800. Cette victoire est acquise malgré l'arrivée sur la scène mondiale de l'Audi Quattro.
- Ford est champion du monde des rallyes "constructeurs" en 1979, après avoir été vice-champion en 1977 et 1978 (3e en 1976, 1980 et 1981).
- Björn Waldegård (arrivé en 1977) remporte à son volant son premier -et dernier- titre de champion du monde des pilotes en 1979 également.
- Hannu Mikkola est vice-champion du monde en 1980.
- Ari Vatanen (également incorporé en 1977) remporte le titre pilote à son tour en 1981.

(Le total des victoires en WRC est de 17, réparties de la sorte: RAC Rally 1975, 1976, 1977, 1978 et 1979, Safari 1977, Acropole 1977, 1979, 1980 et 1981, Finlande 1977 (avec Kyösti Hämäläinen, arrivé en 1976) et 1981, Suède 1978, Portugal 1979, Nouvelle-Zélande 1979, Québec 1979, Brésil 1981. Entre versions 1600 et 1800, le RAC est gagné à 8 reprises consécutives de 1972 à 1979. Le dernier podium du modèle RS1800 est obtenu en Suède en 1982, par Vatanen.)
- En 1980 l'espagnol Antonio Zanini devient champion d'Europe en utilisant une version RS1800 (victorieuse au Rallye d'Algarve), mais également surtout une Porsche 911 SC.
- En Angleterre, la RS1800 est championne des rallyes à cinq reprises, dont quatre consécutivement, avec Roger Clark (1975), Ari Vatanen (1976 et 1980), Russell Brookes (1977), et Hannu Mikkola (1978). Le titre national est aussi obtenu en Irlande en 1978 et 1979 (RS1800), et en Écosse quatre fois, en 1975 puis de 1977 à 1979 (RS1800, dont Drew Gallacher en 1978 et 1979).
- L'Afrique du Sud n'est pas en reste, en 1975, 1977, 1978 et 1979 avec Sarel van der Merwe (version locale BDA 1800, pour Belt Driven Assembly).
- L'Allemagne offre le titre à Reinhard Hainbach en 1978 et 1979 (RS1800).
- En Belgique Gilbert Staepelaere est le lauréat en 1978 (RS1800).
- De 1979 à 1986, Kyösti Hämäläinen remporte huit fois consécutivement le Championnat de Finlande des rallyes du Groupe 2;
- Un turc est nationalement récompensé en 1980 avec Azmi Avcioğlu (RS2000), et un néerlandais en 1983, en la personne de Henk Vossen (RS1800).
- Hors Europe, Greg Carr est à noter en Australie en 1978 (RS1800), de même que Jim Donald en Nouvelle-Zélande en 1980 et 1981, alors que le pays connait une avalanche de six titres consécutifs de la RS1800 entre 1978 et 1983, pour cinq pilotes différents. En 1976 le sud-africain Jan Hettema est le lauréat pour le modèle (RS1800).
- En Belgique, entre 1981 et 1983, Patrick Snijers et surtout Robert Droogmans remportent de nombreuses victoires (également à l'étranger).

(nb: la RS2000 a remporté les 24 Heures du Nürburgring en 1979 et 1980, et la Mk2 a gagné toutes les éditions du Roger Albert Clark Rally (ou RAC Rally Historique) depuis sa création en 2004 jusqu'en 2013, hormis en 2005 et 2010 pour la version Mk1. La RS1800 a été vice-championne d'Europe de rallycross en 1979 grâce à Jan de Rooy, également champion national de la spécialité la même année. La RS2000 a gagné le VLN en 1986.)

### Ford Escort (MkIII) RS 1700 Turbo

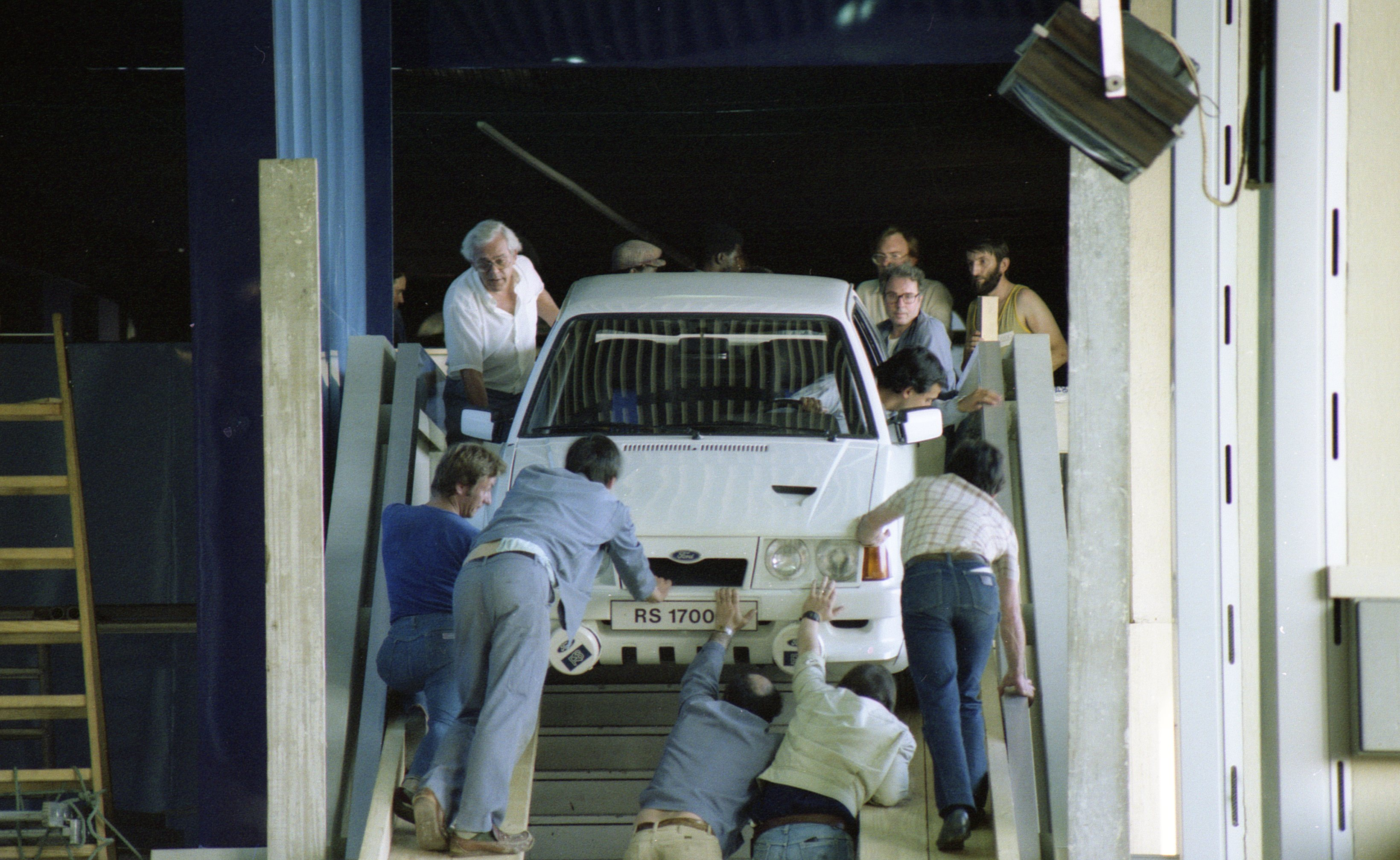
Ford Escort RS 1700T en exposition à Paris.

La Ford Escort RS1700 Turbo est le premier prototype du constructeur prévu pour la réglementation "Groupe B". Le prototype est basé sur une MkIII mais transformé en propulsion et équipée d'un moteur 1,8 L Cosworth Turbo produisant 300 Ch (224 kW).
Des problèmes récurrents lors de la mise au point retardèrent le lancement, ainsi que l'éclosion des voitures 4 roues motrices condamnèrent ce prototype.
Ford abandonna donc le projet pour développer son nouveau bolide : la Ford RS200 (homologuée dans le fameux Groupe B).

### Ford Escort (MkV) RS Cosworth

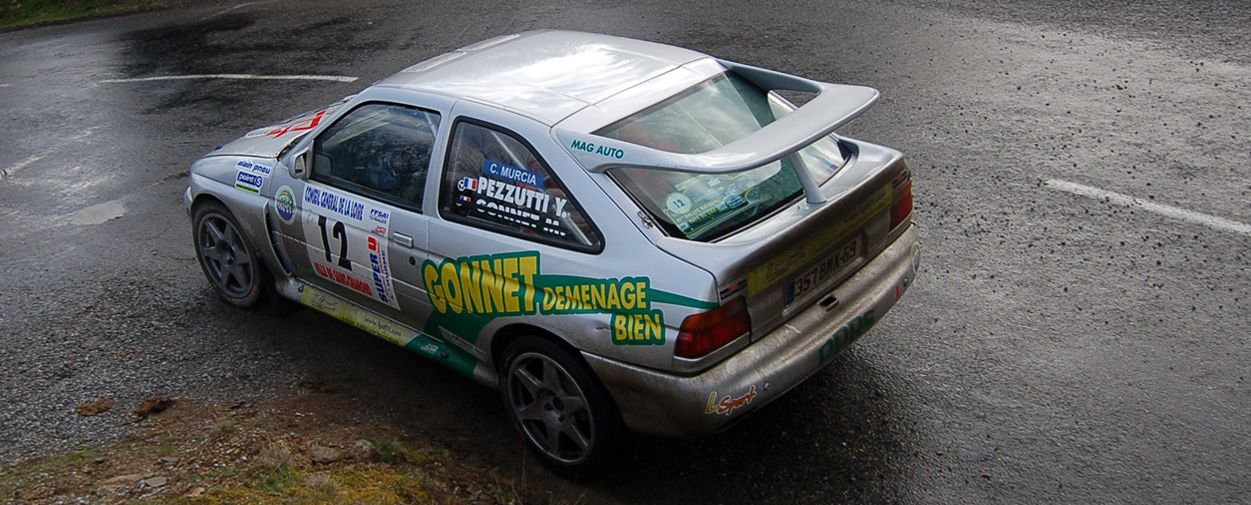
Ford Escort RS Cosworth Groupe A

Si l'Escort RS Cosworth a un certain air de ressemblance extérieur à une Escort MkV "classique" , il n'en est rien mécaniquement. En effet, cette auto a été développée dans l'unique but d'une homologation en rallye en groupe A et N. Extérieurement, on distingue des ailes avant et arrière plus gonflées, ce qui trahit un élargissement des voies. De plus, des éléments de carrosserie divers (aileron "pelle à tarte" comme sur la Sierra RS Cosworth, aération sur le capot...) appuient l'aspect sportif de la voiture. Mécaniquement, La transmission intégrale est une version revue et corrigée de la Sierra Cosworth 4x4. Idem pour le moteur, implanté de manière longitudinale (et non transversalement comme sur une Escort classique). Le quatre cylindres 16 soupapes à double arbre à cames en tête est accouplé à un volumineux turbocompresseur Garrett T35. Le tout est géré électroniquement par un boitier Weber-Marelli très sophistiqué ayant la référence IAW048/P8.(boîtier permettant de bénéficier du "bang-bang" ou ALS, en groupe N, avec la bonne EPROM).

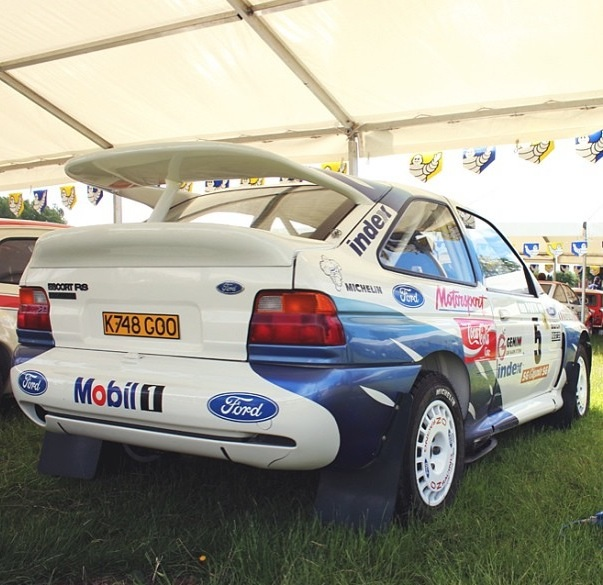
L'Escort RS Cosworth de Delecour en 1993.

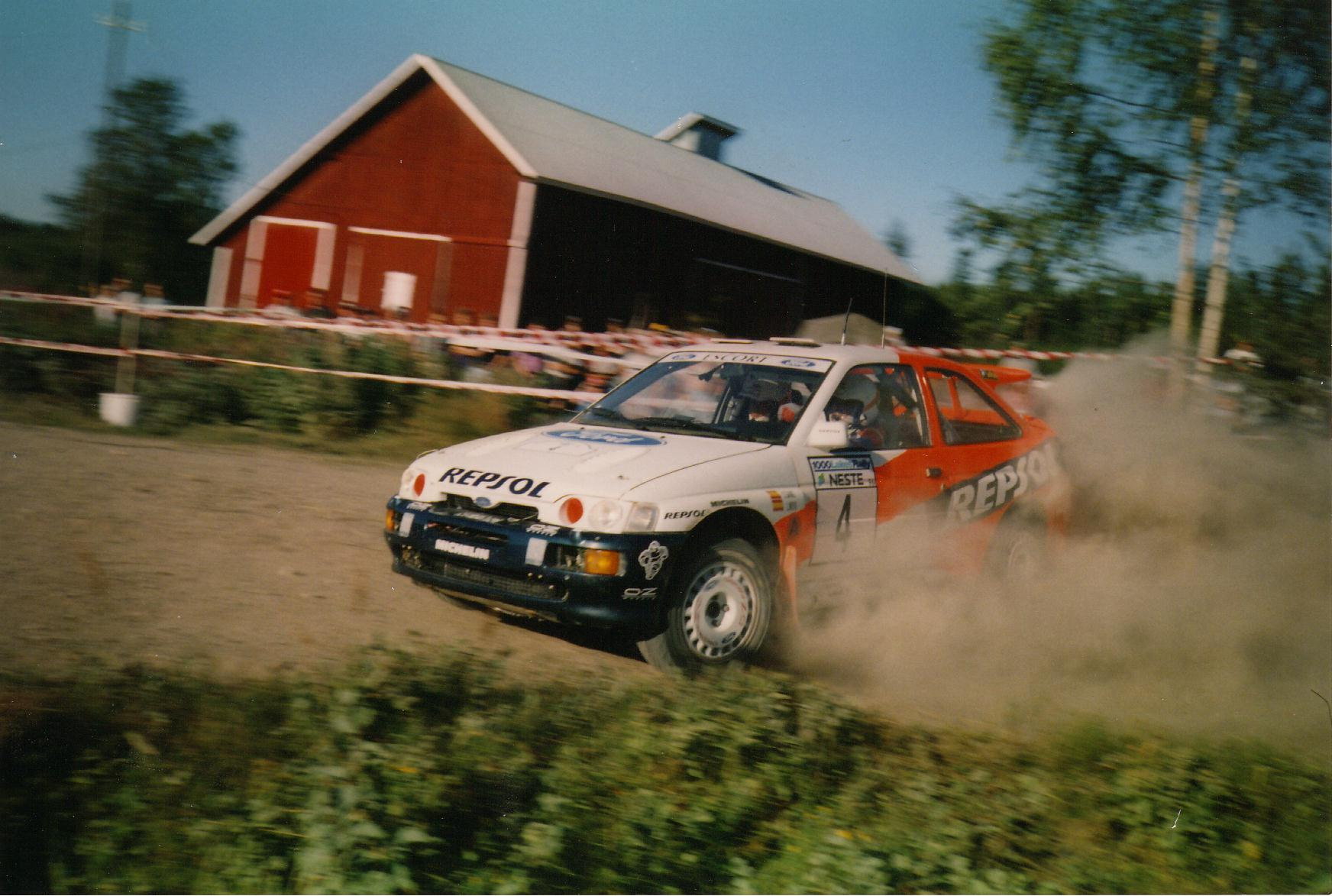
Carlos Sainz au rallye de Finlande 1996.

Elle devait être produite à plus de 2 500 exemplaires pour l'homologation en compétition, fournie avec le kit d'injection d'eau, constitué de deux pompes hautes pressions et d'un diffuseur pulvérisant dans l'échangeur . Les versions routières suivantes seront plus "adoucies" afin de les rendre plus compatibles avec un usage quotidien. Il n'en reste pas moins que cette auto, conçue pour mettre fin au règne des Lancia Delta Integrale et Toyota Celica GT-Four en rallye, est physique à conduire et réclame une certaine attention et maitrise de la part de son conducteur.
En rallye, l'Escort a remporté les manches asphaltes les plus prestigieuses du Championnat du monde, telles que le Tour de Corse (1993), le Rallye Sanremo (1993), en Catalogne (1993), ou encore le rallye automobile Monte-Carlo (1994), mais s'est aussi imposée sur terre notamment au Portugal (1993), au 1000 Lacs (1994), à l'Acropole (1993) et au rallye d'Indonésie (1996). Soit huit victoires en quatre saisons pleines.
De grands pilotes se sont succédé à son volant tel Miki Biasion, François Delecour (vice-champion du monde des conducteurs en 1993), Tommi Mäkinen, ou encore Carlos Sainz (3e en 1996).
Ford termine avec ce véhicule vice-champion du monde des constructeurs en 1993, puis troisième des championnats du monde 1994, 1995, et 1996.
Titres continentaux (16) :
- Championnat d'Europe des rallyes: 1993 Pierre-César Baroni et 1994 Patrick Snijers;
- Coupe d'Amérique du Nord des rallyes Toutes Catégories, et Classe Open: 1993, 1996, et 1998 Carl Merrill;
- Championnat du Moyen-Orient des rallyes: 1994, 1996 et 1997 Mohammed Bin Sulayem, 1995 Abdullah Bakhashab;
- Championnat d'Afrique des rallyes: 1995 Fritz Flachberger;
- Mitropa Rally Cup: 1994 Gianmarino Zenere, 1995 Wolfgang Weber et 1997 Lothar Ammelounx;

Titres nationaux (>50) :
- Championnat d'Autriche des rallyes: 1993 Raimund Baumschlager, 1994 Kurt Göttlicher et 1995 Willi Stengg;
- Championnat de Belgique des rallyes: 1993 et 1994 (Patrick Snijers ch inter);1996 Gregoire De Mevius (ch inter); 1993 et 1995 Gerard Magniette (championnat National)
- Championnat de Finlande des rallyes du Grand Groupe A: 1993 et 1995 Sebastian Lindholm;
- Championnat de République tchèque des rallyes: 1993 Václav Blahna, puis 1996, 1998 et 1999 Ladislav Křeček;
- Championnat des Pays-Bas des rallyes: 1994 Dieter Depping, 1995 et 1996 Bert de Jong, 1997 Hans Stacey et 1998 Henk Vossen;
- Championnat de Turquie des rallyes: 1994 Ikender Atakan, 1995 Volkan Işık, 1996 Serdar Bostanci et 1997 Adnan Saruhan;
- Championnat d'Italie des rallyes: 1994, 1995 et 1996 Gianfranco Cunico;
- Championnat du Portugal des rallyes: 1994, 1995 et 1996 Fernando José Rebelo Martins Peres;
- Championnat de Grèce des rallyes: 1994 et 1996 Leonídas Kyrkos;
- Championnat de Suisse des rallyes: 1994 Christian Jaquillard et 1995 Olivier Burri;
- Championnat d'Angleterre des rallyes: 1994 Malcolm Wilson;
- Championnat d'Allemagne des rallyes: 1994 Dieter Depping;
- Championnat d'Écosse des rallyes: 1995 David Gillanders;
- Championnat d'Irlande des rallyes: 1995 Frank Meagher;
- Championnat d'Estonie des rallyes: 1995 Ivar Raidam;
- Championnat de Slovénie des rallyes: 1996 Jani Trček, 1997 et 1998 Tomaž Jemc;
- Championnat du Canada des rallyes: 1996 pilotes (Toutes Catégories et Classe Open) Carl Merill, et constructeurs;
- Championnat de Suède des rallyes du Grand Groupe A: 1998 Mats Jonsson;
- Championnat du Pérou des rallyes: 1999 Ernesto Jochamowitz-Endesby;
- Championnat de France des rallyes (asphalte): 1991, 1992 et 1993 Bernard Béguin, puis 1994 et 1995 Patrick Bernardini;
- Championnat de France des rallyes (terre): 1993 François Chauche;
- Championnat de France des rallyes (2e division): 1993 Jacques Tasso;
- Championnat de France des rallyes (amateurs): 2001 Gérard Maurin;
- Coupe de France des rallyes: 2001 Arnaud Mordacq.

### Ford Escort (MkV) RS WRC

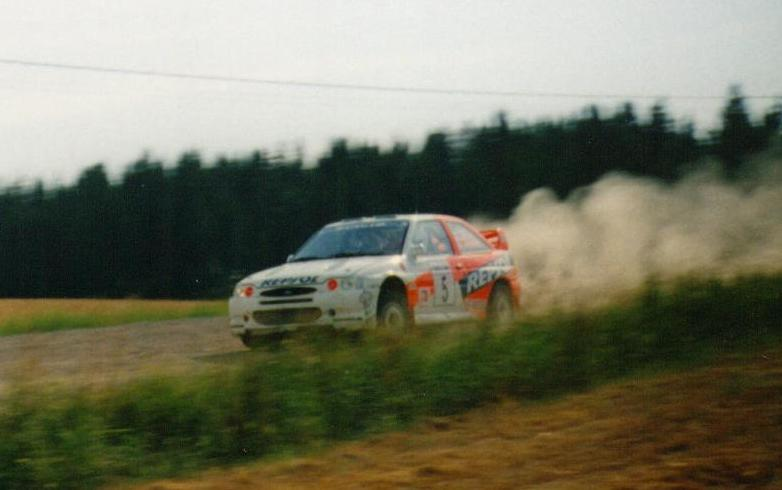
L'Escort RS WRC de Sainz en 1997.

Ford demanda une dérogation à la FIA pour prolonger l'exploitation de sa voiture en 1997, au travers de la nouvelle réglementation WRC.

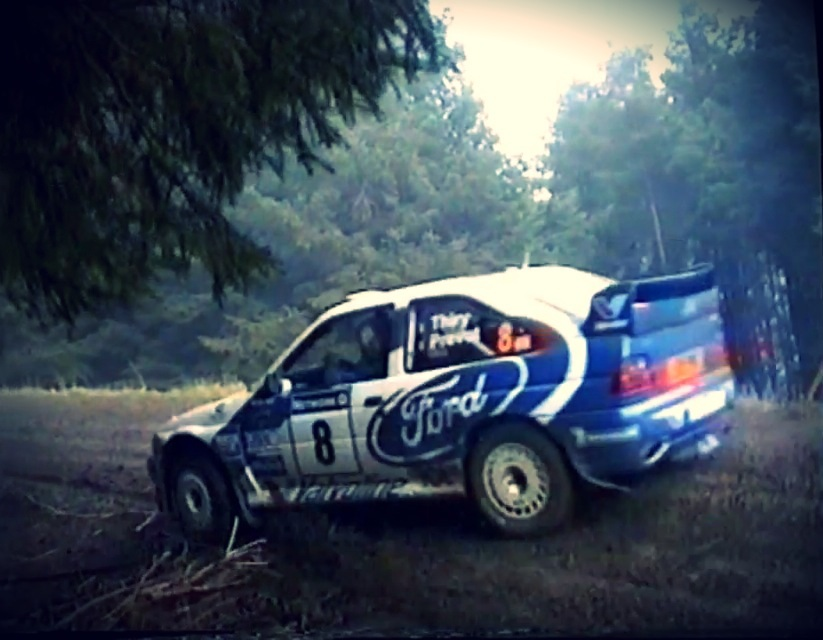
La version 1998 (équipage Thiry / Prévot).

La dérogation fut autorisée. La voiture conserve donc sa conception différente de la voiture de série (l'Escort RS Cosworth est plus longue, plus large, et son moteur est longitudinal) héritée de la Sierra RS Cosworth, utilisant un turbo IHI, huit injecteurs, quatre situés comme à l'origine et quatre autres traversant le plénum ou chambre de tranquillisation, se situant ainsi juste au-dessus des cornets, mais elle perd son imposant aileron.
Elle remporte les rallyes de l'Acropole et d'Indonésie (1997).
Après ses deux victoires, Carlos Sainz est victorieux à son volant en 1997 du championnat pilotes, avec l'appoint de Schwarz et de Kankkunen dans l'équipe, Ford terminant vice-champion des constructeurs. Le Finlandais, ainsi que désormais Thiry et Vatanen, sont là encore en 1998 pour la dernière apparition de la voiture en mondial, mais ils ne remportent aucun succès, la marque terminant à une décevante quatrième place.
Titres nationaux :
- Championnat de Grèce des rallyes: 1998 Leonídas Kyrkos;
- Championnat de Turquie des rallyes: 1998 Adnan Saruhan;
- Championnat d'Espagne des rallyes terre: 1999 Pedro Diego;
- Championnat du Pérou des rallyes: 2000 Oscar Dufour;
- Championnat de Slovénie des rallyes: 2002 Tomaž Jemc.
- Ford, pour permettre cette ultime évolution, s'est engagé à développer une vraie WRC dès 1999. Ce sera la Focus, par le biais de la structure M-sport.

### Ford Escort (MkVc) RS2000 Kit-Car
Pour concurrencer les Peugeot 306 Maxi, Renault Maxi Mégane, Citroën Xsara Kit-Car, Golf Gti kit-car, Opel Astra Kit-Car ou autres Seat Ibiza... Le constructeur Ford développa une version Kit-Car basée sur le modèle RS2000 de sa MkVI.

### Fin de carrière
La Ford Escort fut remplacée en 1998 en rallye par la nouvelle Ford Focus RS WRC.